# Liste des chefs de l'exécutif par État en 2020
La liste des chefs de l'exécutif par État en 2020 s'appuie sur la liste des pays du monde et sur la liste des dirigeants des États, telles qu'elles étaient connues du 1er janvier au 31 décembre 2020.
La liste principale compte, en 2020, 197 pays internationalement reconnus par l'Organisation des Nations unies (ses 193 membres ainsi que le Vatican, les Îles Cook, Niue et l'État de Palestine). Des listes additionnelles concernent :
- les États partiellement reconnus par la communauté internationale,
- les entités proches du statut d’État,
- les territoires indépendants de fait,
- les territoires autonomes ou à administration spéciale
- les gouvernements alternatifs ou en exil.

Les chefs de l'exécutif des États exerçant une pleine souveraineté sont principalement les chefs d'État et les chefs de gouvernement :
- Un chef d'État est une personne physique, parfois une personne morale, qui représente symboliquement la continuité et la légitimité de l'État. Diverses fonctions lui sont traditionnellement rattachées : représentation extérieure, promulgation des lois, nomination aux hautes fonctions publiques. Selon le pays, il peut être le plus éminent détenteur du pouvoir exécutif effectif, ou au contraire personnifier le pouvoir suprême exercé en son nom par d'autres personnalités politiques.
- Un chef de gouvernement est une personne physique qui possède le premier ou second rôle de l'exécutif (selon le type de régime politique) et se trouve à la tête du gouvernement c'est-à-dire de l'ensemble des ministres ou secrétaires d'État chargés de responsabilités exécutives.

Dans le cas de territoires autonomes et autres collectivités non souveraines, c'est-à-dire dépendant d'un État souverain, les titres de chef de l'exécutif local sont divers : préfet, bailli, gouverneur, président, etc.
- Haut – A
- B
- C
- D
- E
- F
- G
- H
- I
- J
- K
- L
- M
- N
- O
- P
- Q
- R
- S
- T
- U
- V
- W
- X
- Y
- Z

| Sommaire : | §1 - Entités partiellement reconnues comme État §2 - Entités proches du statut d’État §3 - Départements et régions françaises d'outre-mer, collectivités françaises d'outre-mer et territoires français à statut spécial §4 - Territoires britanniques d'outre-mer et dépendances de la Couronne britannique §5 - Territoires spéciaux des États-Unis §6 - Territoires extérieurs, intérieurs et associés de l'Australie §7 - Territoires spéciaux des Pays-Bas §8 - Dépendances et territoires spéciaux de Norvège §9 - Dépendances et territoires spéciaux de Nouvelle-Zélande §10 - Autres territoires autonomes §11 - Autres territoires indépendants de facto §12 - Gouvernements en exil et/ou alternatifs Notes et références - Articles connexes - Liens externes |

## A
| Pays                                  | Fonction                                               | Nom                            | Depuis le                                                                 |
| ------------------------------------- | ------------------------------------------------------ | ------------------------------ | ------------------------------------------------------------------------- |
| République islamique d'Afghanistan    | Présidents de la République (en concurrence)           | Ashraf Ghani                   | 29 septembre 2014) (corevendicateur du 9 mars 2020 au 17 mai 2020)        |
| République islamique d'Afghanistan    | Présidents de la République (en concurrence)           | Abdullah Abdullah              | 9 mars 2020 - 17 mai 2020 (corevendicateur du 9 mars 2020 au 17 mai 2020) |
| République islamique d'Afghanistan    | Premiers vice-présidents de la République (successifs) | Amrullah Saleh                 | 9 mars 2020                                                               |
| République islamique d'Afghanistan    | Premiers vice-présidents de la République (successifs) | Abdul Rachid Dostom            | 29 septembre 2014                                                         |
| République islamique d'Afghanistan    | Second vice-président de la République                 | Sarwar Danish                  | 29 septembre 2014                                                         |
| République islamique d'Afghanistan    | Chef de l'exécutif                                     | fonction aboli                 | 9 mars 2020                                                               |
| République islamique d'Afghanistan    | Chef de l'exécutif                                     | Abdullah Abdullah              | 29 septembre 2014                                                         |
| Afrique du Sud (voir aussi : §10)     | Président de la République                             | Cyril Ramaphosa                | 14 février 2018                                                           |
| Afrique du Sud (voir aussi : §10)     | Vice-président la République                           | David Mabuza                   | 26 février 2018                                                           |
| Albanie                               | Président de la République                             | Ilir Meta                      | 24 juillet 2017                                                           |
| Albanie                               | Premier ministre                                       | Edi Rama                       | 15 septembre 2013                                                         |
| Algérie                               | Président de la République                             | Abdelmadjid Tebboune           | 19 décembre 2019                                                          |
| Algérie                               | Premier ministre                                       | Abdelaziz Djerad               | 28 décembre 2019                                                          |
| Allemagne                             | Président fédéral                                      | Frank-Walter Steinmeier        | 19 mars 2017                                                              |
| Allemagne                             | Chancelière fédérale                                   | Angela Merkel                  | 22 novembre 2005                                                          |
| Andorre                               | Coprince français                                      | Emmanuel Macron                | 14 mai 2017                                                               |
| Andorre                               | Coprince épiscopal                                     | Joan-Enric Vives i Sicília     | 12 mai 2003                                                               |
| Andorre                               | Représentant personnel du coprince français            | Patrick Strzoda                | 15 mai 2017                                                               |
| Andorre                               | Représentant personnel du coprince épiscopal           | Josep Maria Mauri              | 20 juillet 2012                                                           |
| Andorre                               | Syndic général                                         | Roser Suñé Pascuet             | 2 mai 2019                                                                |
| Andorre                               | Chef du gouvernement                                   | Xavier Espot Zamora            | 16 mai 2019                                                               |
| Angola                                | Président de la République                             | João Lourenço                  | 26 septembre 2017                                                         |
| Angola                                | Vice-président de la République                        | Bornito de Sousa               | 26 septembre 2017                                                         |
| Antigua-et-Barbuda (voir aussi : §10) | Reine                                                  | Élisabeth II                   | 1er novembre 1981                                                         |
| Antigua-et-Barbuda (voir aussi : §10) | Gouverneur général                                     | Sir Rodney Williams            | 14 août 2014                                                              |
| Antigua-et-Barbuda (voir aussi : §10) | Premier ministre                                       | Gaston Browne                  | 13 juin 2014                                                              |
| Arabie saoudite                       | Roi                                                    | Salmane ben Abdelaziz Al Saoud | 23 janvier 2015                                                           |
| Arabie saoudite                       | Prince héritier et vice-Premier ministre               | Mohammed ben Salmane           | 21 juin 2017 28 avril 2015                                                |
| Argentine                             | Président de la Nation                                 | Alberto Fernández              | 10 décembre 2019                                                          |
| Argentine                             | Chef du cabinet                                        | Santiago Cafiero               | 10 décembre 2019                                                          |
| Arménie                               | Président de la République                             | Armen Sarkissian               | 9 avril 2018                                                              |
| Arménie                               | Premier ministre                                       | Nikol Pachinian                | 8 mai 2018                                                                |
| Australie (voir aussi : §6)           | Reine                                                  | Élisabeth II                   | 6 février 1952                                                            |
| Australie (voir aussi : §6)           | Gouverneur général                                     | David Hurley                   | 1er juillet 2019                                                          |
| Australie (voir aussi : §6)           | Premier ministre                                       | Scott Morrison                 | 24 août 2018                                                              |
| Autriche                              | Président fédéral                                      | Alexander Van der Bellen       | 26 janvier 2017                                                           |
| Autriche                              | Chanceliers fédéraux (successifs)                      | Sebastian Kurz                 | 7 janvier 2020                                                            |
| Autriche                              | Chanceliers fédéraux (successifs)                      | Brigitte Bierlein              | 3 juin 2019                                                               |
| Azerbaïdjan (voir aussi : §10 et §11) | Président de la République                             | Ilham Aliyev                   | 15 octobre 2003                                                           |
| Azerbaïdjan (voir aussi : §10 et §11) | Premier ministre                                       | Ali Asadov                     | 8 octobre 2019                                                            |

## B
| Pays                           | Fonction                                        | Nom                            | Depuis le         |
| ------------------------------ | ----------------------------------------------- | ------------------------------ | ----------------- |
| Bahamas                        | Reine                                           | Élisabeth II                   | 10 juillet 1973   |
| Bahamas                        | Gouverneur général                              | Cornelius A. Smith             | 28 juin 2019      |
| Bahamas                        | Premier ministre                                | Hubert Minnis                  | 11 mai 2017       |
| Bahreïn                        | Roi                                             | Hamed ben Issa Al Khalifa      | 6 mars 1999       |
| Bahreïn                        | Premiers ministres (successifs)                 | Salman ben Hamad Al Khalifa    | 11 novembre 2020  |
| Bahreïn                        | Premiers ministres (successifs)                 | Khalifa ben Salmane Al Khalifa | 19 janvier 1970   |
| Bangladesh                     | Président de la République                      | Abdul Hamid                    | 20 mars 2013      |
| Bangladesh                     | Premier ministre                                | Sheikh Hasina                  | 6 janvier 2009    |
| Barbade                        | Reine                                           | Élisabeth II                   | 30 novembre 1966  |
| Barbade                        | Gouverneur général                              | Dame Sandra Mason              | 8 janvier 2018    |
| Barbade                        | Premier ministre                                | Mia Mottley                    | 25 mai 2018       |
| Belgique                       | Roi                                             | Philippe                       | 21 juillet 2013   |
| Belgique                       | Premiers ministres (successifs)                 | Alexander De Croo              | 1er octobre 2020  |
| Belgique                       | Premiers ministres (successifs)                 | Sophie Wilmès                  | 27 octobre 2019   |
| Belize                         | Reine                                           | Élisabeth II                   | 21 septembre 1981 |
| Belize                         | Gouverneur général                              | Sir Colville Young             | 17 novembre 1993  |
| Belize                         | Premiers ministres (successifs)                 | Johnny Briceño                 | 12 novembre 2020  |
| Belize                         | Premiers ministres (successifs)                 | Dean Barrow                    | 8 février 2008    |
| Bénin                          | Président de la République                      | Patrice Talon                  | 6 avril 2016      |
| Bhoutan                        | Roi                                             | Jigme Khesar Namgyel Wangchuck | 14 décembre 2006  |
| Bhoutan                        | Premier ministre                                | Lotay Tshering                 | 7 novembre 2018   |
| Biélorussie (voir aussi : §12) | Président                                       | Alexandre Loukachenko          | 20 juillet 1994   |
| Biélorussie (voir aussi : §12) | Premiers ministres (successifs)                 | Roman Golovtchenko             | 4 juin 2020       |
| Biélorussie (voir aussi : §12) | Premiers ministres (successifs)                 | Sergueï Roumas                 | 18 août 2018      |
| Birmanie                       | Président de la République                      | Win Myint                      | 30 mars 2018      |
| Birmanie                       | Conseillère spéciale de l'État                  | Aung San Suu Kyi               | 6 avril 2016      |
| Bolivie                        | Présidents de l'État plurinational (successifs) | Luis Arce                      | 8 novembre 2020   |
| Bolivie                        | Présidents de l'État plurinational (successifs) | Jeanine Áñez (intérim)         | 12 novembre 2019  |
| Bolivie                        | Vice-président de la République                 | David Choquehuanca             | 8 novembre 2020   |
| Bolivie                        | Vice-président de la République                 | vacant                         | 10 novembre 2019  |
| Bosnie-Herzégovine             | Présidents du collège présidentiel (successifs) | Milorad Dodik                  | 20 novembre 2020  |
| Bosnie-Herzégovine             | Présidents du collège présidentiel (successifs) | Šefik Džaferović               | 20 mars 2020      |
| Bosnie-Herzégovine             | Présidents du collège présidentiel (successifs) | Željko Komšić                  | 20 juillet 2019   |
| Bosnie-Herzégovine             | Président du Conseil                            | Zoran Tegeltija                | 5 décembre 2019   |
| Bosnie-Herzégovine             | Haut Représentant international                 | Valentin Inzko (Autriche)      | 26 mars 2009      |
| Botswana                       | Président de la République                      | Mokgweetsi Masisi              | 1er avril 2018    |
| Botswana                       | Vice-Président de la République                 | Slumber Tsogwane               | 4 avril 2018      |
| Brésil                         | Président de la République fédérative           | Jair Bolsonaro                 | 1er janvier 2018  |
| Brésil                         | Vice-présidents de la République fédérative     | Hamilton Mourão                | 1er janvier 2019  |
| Brunei                         | Sultan                                          | Hassanal Bolkiah               | 5 octobre 1967    |
| Brunei                         | Premier ministre                                | Hassanal Bolkiah               | 1er janvier 1984  |
| Brunei                         | Prince héritier                                 | Al-Muhtadee Billah             | 10 août 1998      |
| Bulgarie                       | Président de la République                      | Roumen Radev                   | 22 janvier 2017   |
| Bulgarie                       | Premier ministre                                | Boïko Borissov                 | 4 mai 2017        |
| Burkina Faso                   | Président de la République                      | Roch Marc Christian Kaboré     | 29 décembre 2015  |
| Burkina Faso                   | Premier ministre                                | Christophe Joseph Marie Dabiré | 24 janvier 2019   |
| Burundi                        | Présidents de la République (successifs)        | Évariste Ndayishimiye          | 18 juin 2020      |
| Burundi                        | Présidents de la République (successifs)        | poste vacant                   | 9 juin 2020       |
| Burundi                        | Présidents de la République (successifs)        | Pierre Nkurunziza              | 26 août 2005      |
| Burundi                        | Vice-président de la République                 | Prosper Bazombanza             | 24 juin 2020      |
| Burundi                        | Premier Vice-président                          | fonction remplacée             | 24 juin 2020      |
| Burundi                        | Premier Vice-président                          | Gaston Sindimwo                | 20 août 2015      |
| Burundi                        | Second Vice-président                           | fonction remplacée             | 24 juin 2020      |
| Burundi                        | Second Vice-président                           | Joseph Butore                  | 20 août 2015      |
| Burundi                        | Premier ministre                                | Alain-Guillaume Bunyoni        | 24 juin 2020      |

## C
| Pays                                | Fonction                                                         | Nom                       | Depuis le                   |
| ----------------------------------- | ---------------------------------------------------------------- | ------------------------- | --------------------------- |
| Cambodge                            | Roi                                                              | Norodom Sihamoni          | 29 octobre 2004             |
| Cambodge                            | Premier ministre                                                 | Hun Sen                   | 14 janvier 1985             |
| Cameroun                            | Président de la République                                       | Paul Biya                 | 6 novembre 1982             |
| Cameroun                            | Premier ministre                                                 | Joseph Dion Ngute         | 4 janvier 2019              |
| Canada                              | Reine                                                            | Élisabeth II              | 6 février 1952              |
| Canada                              | Gouverneure générale                                             | Julie Payette             | 2 octobre 2017              |
| Canada                              | Premier ministre                                                 | Justin Trudeau            | 4 novembre 2015             |
| Cap-Vert                            | Président de la République                                       | Jorge Carlos Fonseca      | 21 août 2011                |
| Cap-Vert                            | Premier ministre                                                 | Ulisses Correia e Silva   | 22 avril 2016               |
| République centrafricaine           | Président de la République                                       | Faustin-Archange Touadéra | 30 mars 2016                |
| République centrafricaine           | Premier ministre                                                 | Firmin Ngrebada           | 27 février 2019             |
| Chili                               | Président de la République                                       | Sebastián Piñera          | 11 mars 2018                |
| Chine (voir aussi : §1, §10 et §12) | Secrétaire général du Parti communiste chinois                   | Xi Jinping                | 15 novembre 2012            |
| Chine (voir aussi : §1, §10 et §12) | Président de la République                                       | Xi Jinping                | 14 mars 2013                |
| Chine (voir aussi : §1, §10 et §12) | Premier ministre                                                 | Li Keqiang                | 15 mars 2013                |
| Chypre (voir aussi : §1)            | Président de la République                                       | Níkos Anastasiádis        | 28 février 2013             |
| Chypre (voir aussi : §1)            | Vice-président                                                   | (vacant)                  | 14 août 1974                |
| Colombie                            | Président de la République                                       | Iván Duque                | 1er août 2018               |
| Colombie                            | Vice-président de la République                                  | Marta Lucía Ramírez       | 1er août 2018               |
| Comores                             | Président de l'Union                                             | Azali Assoumani           | 26 mai 2016                 |
| République du Congo                 | Liste des présidents de la république du Congo                   | Denis Sassou-Nguesso      | 25 octobre 1997             |
| République du Congo                 | Premier ministre                                                 | Clément Mouamba           | 23 avril 2016               |
| République démocratique du Congo    | Président de la République                                       | Félix Tshisekedi          | 24 janvier 2019             |
| République démocratique du Congo    | Premier ministre                                                 | Sylvestre Ilunga          | 7 septembre 2019            |
| Corée du Nord                       | Chef suprême de la république populaire et démocratique de Corée | Kim Jong-un               | 29 décembre 2011            |
| Corée du Nord                       | Président du Parti du travail de Corée                           | Kim Jong-un               | 9 mai 2016                  |
| Corée du Nord                       | Président de la Commission des affaires de l'État                | Kim Jong-un               | 29 juin 2016                |
| Corée du Nord                       | Président du Présidium de l’Assemblée populaire suprême          | Choe Ryong-hae            | 11 avril 2019               |
| Corée du Nord                       | Premier ministre (successifs)                                    | Kim Tok-hun               | 13 août 2020                |
| Corée du Nord                       | Premier ministre (successifs)                                    | Kim Jae-ryong             | 11 avril 2019               |
| Corée du Sud                        | Président de la République                                       | Moon Jae-in               | 10 mai 2017                 |
| Corée du Sud                        | Premiers ministres (successifs)                                  | Chung Sye-kyun            | 14 janvier 2020             |
| Corée du Sud                        | Premiers ministres (successifs)                                  | Lee Nak-yon               | 31 mai 2017                 |
| Costa Rica                          | Président de la République                                       | Carlos Alvarado           | 8 mai 2018                  |
| Costa Rica                          | Premier Vice-président de la République                          | Epsy Campbell Barr        | 8 mai 2018                  |
| Costa Rica                          | Second Vice-président de la République                           | Marvin Rodríguez Cordero  | 8 mai 2018                  |
| Côte d'Ivoire                       | Président de la République                                       | Alassane Ouattara         | 4 décembre 2010             |
| Côte d'Ivoire                       | Premiers ministres (successifs)                                  | Hamed Bakayoko            | 8 juillet 2020              |
| Côte d'Ivoire                       | Premiers ministres (successifs)                                  | Hamed Bakayoko (intérim), | 2 mai 2020 - 2 juillet 2020 |
| Côte d'Ivoire                       | Premiers ministres (successifs)                                  | Amadou Gon Coulibaly      | 10 janvier 2017             |
| Croatie                             | Présidents de la République (successifs)                         | Zoran Milanović           | 18 février 2020             |
| Croatie                             | Présidents de la République (successifs)                         | Kolinda Grabar-Kitarović  | 18 février 2015             |
| Croatie                             | Premier ministre                                                 | Andrej Plenković          | 19 octobre 2016             |
| Cuba                                | Secrétaire général du Parti communiste de Cuba                   | Raúl Castro               | 19 avril 2011               |
| Cuba                                | Président de la République                                       | Miguel Díaz-Canel         | 10 octobre 2019             |
| Cuba                                | Premier ministre                                                 | Manuel Marrero Cruz       | 21 décembre 2019            |

## D
| Pays                        | Fonction                                       | Nom                           | Depuis le        |
| --------------------------- | ---------------------------------------------- | ----------------------------- | ---------------- |
| Danemark (voir aussi : §10) | Reine                                          | Marguerite II                 | 14 janvier 1972  |
| Danemark (voir aussi : §10) | Ministres d’État (successifs)                  | Mette Frederiksen             | 27 juin 2019     |
| Djibouti                    | Président de la République                     | Ismail Omar Guelleh           | 8 mai 1999       |
| Djibouti                    | Premier ministre                               | Abdoulkader Kamil Mohamed     | 1er avril 2013   |
| République dominicaine      | Présidents de la République (successifs)       | Luis Abinader                 | 16 août 2020     |
| République dominicaine      | Présidents de la République (successifs)       | Danilo Medina                 | 16 août 2012     |
| République dominicaine      | Vice-Présidentes de la République (successifs) | Raquel Peña                   | 16 août 2020     |
| République dominicaine      | Vice-Présidentes de la République (successifs) | Margarita Cedeño de Fernández | 16 août 2012     |
| Dominique                   | Président de la République                     | Charles Savarin               | 2 septembre 2013 |
| Dominique                   | Premier ministre                               | Roosevelt Skerrit             | 8 janvier 2004   |

## E
| Pays                         | Fonction                        | Nom                            | Depuis le        |
| ---------------------------- | ------------------------------- | ------------------------------ | ---------------- |
| Égypte                       | Président de la République      | Abdel Fattah al-Sissi          | 8 juin 2014      |
| Égypte                       | Premier ministre                | Mostafa Madbouli               | 7 juin 2018      |
| Émirats arabes unis          | Président                       | Khalifa ben Zayed Al Nahyane   | 3 novembre 2004  |
| Émirats arabes unis          | Premier ministre                | Mohammed ben Rachid Al Maktoum | 5 janvier 2006   |
| Équateur (voir aussi : §10)  | Président de la République      | Lenín Moreno                   | 24 mai 2017      |
| Équateur (voir aussi : §10)  | Vice-président de la République | Otto Sonnenholzner             | 11 décembre 2018 |
| Érythrée                     | Président de l’État             | Issayas Afeworki               | 24 mai 1993      |
| Espagne (voir aussi : §10)   | Roi                             | Felipe VI                      | 19 juin 2014     |
| Espagne (voir aussi : §10)   | Président du gouvernement       | Pedro Sánchez                  | 2 juin 2018      |
| Estonie (voir aussi : §12)   | Présidente de la République     | Kersti Kaljulaid               | 10 octobre 2016  |
| Estonie (voir aussi : §12)   | Premier ministre                | Jüri Ratas                     | 23 novembre 2016 |
| Eswatini                     | Roi                             | Mswati III                     | 25 avril 1986    |
| Eswatini                     | Premiers ministres (successifs) | Themba N. Masuku (intérim)     | 13 décembre 2020 |
| Eswatini                     | Premiers ministres (successifs) | Ambrose Mandvulo Dlamini       | 29 octobre 2018  |
| États-Unis (voir aussi : §4) | Président                       | Donald Trump                   | 20 janvier 2017  |
| États-Unis (voir aussi : §4) | Vice-président des États-Unis   | Mike Pence                     | 20 janvier 2017  |
| Éthiopie                     | Président de la République      | Sahle-Work Zewde               | 25 octobre 2018  |
| Éthiopie                     | Premier ministre                | Abiy Ahmed                     | 2 avril 2018     |

## F
| Pays                       | Fonction                        | Nom               | Depuis (le)      |
| -------------------------- | ------------------------------- | ----------------- | ---------------- |
| Fidji                      | Président de la République      | Jioji Konrote     | 12 novembre 2015 |
| Fidji                      | Premier ministre                | Frank Bainimarama | 11 avril 2009    |
| Finlande (voir aussi : §9) | Président de la République      | Sauli Niinistö    | 1er mars 2012    |
| Finlande (voir aussi : §9) | Premier ministre                | Sanna Marin       | 10 décembre 2019 |
| France (voir aussi : §3)   | Président de la République      | Emmanuel Macron   | 14 mai 2017      |
| France (voir aussi : §3)   | Premiers ministres (successifs) | Jean Castex       | 3 juillet 2020   |
| France (voir aussi : §3)   | Premiers ministres (successifs) | Édouard Philippe  | 15 mai 2017      |

## G
| Pays                                  | Fonction                                      | Nom                             | Depuis (le)                                                                      |
| ------------------------------------- | --------------------------------------------- | ------------------------------- | -------------------------------------------------------------------------------- |
| Gabon                                 | Président de la République                    | Ali Bongo Ondimba               | 16 octobre 2009                                                                  |
| Gabon                                 | Premiers ministres (successifs)               | Rose Christiane Ossouka Raponda | 16 juillet 2020                                                                  |
| Gabon                                 | Premiers ministres (successifs)               | Julien Nkoghe Bekalé            | 15 janvier 2019                                                                  |
| Gambie                                | Président de la République                    | Adama Barrow                    | 19 janvier 2017                                                                  |
| Gambie                                | Vice-présidente de la République              | Isatou Touray                   | 16 mars 2019                                                                     |
| Géorgie (voir aussi : §1, §10 et §12) | Président                                     | Salomé Zourabichvili            | 16 décembre 2018                                                                 |
| Géorgie (voir aussi : §1, §10 et §12) | Premier ministre                              | Giorgi Gakharia                 | 8 septembre 2019                                                                 |
| Ghana                                 | Président de la République                    | Nana Addo Dankwa Akufo-Addo     | 7 janvier 2017                                                                   |
| Ghana                                 | Vice-président de la République               | Mahamudu Bawumia                | 7 janvier 2017                                                                   |
| Grèce (voir aussi : §10)              | Président de la République (successifs)       | Ekateríni Sakellaropoúlou       | 13 mars 2020                                                                     |
| Grèce (voir aussi : §10)              | Président de la République (successifs)       | Prokópis Pavlópoulos            | 13 mars 2015                                                                     |
| Grèce (voir aussi : §10)              | Premier ministre                              | Kyriákos Mitsotákis             | 8 juillet 2019                                                                   |
| Grenade (voir aussi : §10)            | Reine                                         | Élisabeth II                    | 7 février 1974                                                                   |
| Grenade (voir aussi : §10)            | Gouverneure générale                          | Cécile La Grenade               | 7 avril 2013                                                                     |
| Grenade (voir aussi : §10)            | Premier ministre                              | Keith Mitchell                  | 20 février 2013                                                                  |
| Guatemala                             | Présidents de la République (successifs)      | Alejandro Giammattei            | 14 janvier 2020                                                                  |
| Guatemala                             | Présidents de la République (successifs)      | Jimmy Morales                   | 14 janvier 2016                                                                  |
| Guatemala                             | Vice-présidents de la République (successifs) | Guillermo Castillo Reyes        | 14 janvier 2020                                                                  |
| Guatemala                             | Vice-présidents de la République (successifs) | Jafeth Cabrera Franco           | 14 janvier 2016                                                                  |
| Guinée                                | Président de la République                    | Alpha Condé                     | 21 décembre 2010                                                                 |
| Guinée                                | Premier ministre                              | Ibrahima Kassory Fofana         | 24 mai 2018                                                                      |
| Guinée-Bissau                         | Présidents de la République (successifs)      | Cipriano Cassamá (intérim) ,    | 28 février 2020 - 1er mars 2020 (corevendicateur du 28 février au 1er mars 2020) |
| Guinée-Bissau                         | Présidents de la République (successifs)      | Umaro Sissoco Embaló,           | 27 février 2020 (corevendicateur du 28 février au 1er mars 2020)                 |
| Guinée-Bissau                         | Présidents de la République (successifs)      | José Mário Vaz (intérim)        | 23 juin 2019                                                                     |
| Guinée-Bissau                         | Premiers ministres (successifs)               | Nuno Gomes Nabiam               | 29 février 2020 - 1er mars 2020 (corevendicateur du 29 février au 1er mars 2020) |
| Guinée-Bissau                         | Premiers ministres (successifs)               | Aristides Gomes,                | 16 avril 2018 (corevendicateur du 29 février au 1er mars 2020)                   |
| Guinée équatoriale                    | Président de la République                    | Teodoro Obiang Nguema Mbasogo   | 3 août 1979                                                                      |
| Guinée équatoriale                    | Premier ministre                              | Francisco Pascual Obama Asue    | 23 juin 2016                                                                     |
| Guyana                                | Présidents de la République (successifs)      | Irfaan Ali                      | 2 août 2020                                                                      |
| Guyana                                | Présidents de la République (successifs)      | David Granger                   | 16 mai 2015                                                                      |
| Guyana                                | Premiers ministres (successifs)               | Mark Phillips                   | 2 août 2020                                                                      |
| Guyana                                | Premiers ministres (successifs)               | Moses Nagamootoo                | 19 mai 2015                                                                      |

## H
| Pays     | Fonction                                   | Nom                               | Depuis (le)     |
| -------- | ------------------------------------------ | --------------------------------- | --------------- |
| Haïti    | Président de la République                 | Jovenel Moïse                     | 7 février 2017  |
| Haïti    | Premiers ministres (successifs)            | Joseph Joute                      | 4 février 2020  |
| Haïti    | Premiers ministres (successifs)            | Jean-Michel Lapin (intérim)       | 21 mars 2019    |
| Honduras | Président de la République                 | Juan Orlando Hernández            | 27 janvier 2014 |
| Honduras | Premier Vice-président de la République    | Ricardo Álvarez (homme politique) | 27 janvier 2014 |
| Honduras | Seconde Vice-présidente de la République   | Olga Margarita Alvarado Rodríguez | 27 janvier 2018 |
| Honduras | Troisième Vice-présidente de la République | María Antonia Rivera Rosales      | 27 janvier 2018 |
| Hongrie  | Président de la République                 | János Áder                        | 10 mai 2012     |
| Hongrie  | Ministre-président                         | Viktor Orbán                      | 29 mai 2010     |

## I
| Pays                           | Fonction                        | Nom                   | Depuis (le)      |
| ------------------------------ | ------------------------------- | --------------------- | ---------------- |
| Inde (voir aussi : §11)        | Président de la République      | Ram Nath Kovind       | 25 juillet 2017  |
| Inde (voir aussi : §11)        | Premier ministre                | Narendra Modi         | 26 mai 2014      |
| Indonésie (voir aussi : §12)   | Président de la République      | Joko Widodo           | 20 octobre 2014  |
| Indonésie (voir aussi : §12)   | Vice-président de la République | Jusuf Kalla           | 20 octobre 2014  |
| Irak (voir aussi : §10 et §11) | Président de la République      | Barham Salih          | 2 octobre 2018   |
| Irak (voir aussi : §10 et §11) | Premiers ministres (successifs) | Mustafa Al-Kadhimi    | 2 mai 2020       |
| Irak (voir aussi : §10 et §11) | Premiers ministres (successifs) | Adel Abdel-Mehdi      | 25 octobre 2018  |
| Iran                           | Guide de la révolution          | Ali Khamenei          | 4 juin 1989      |
| Iran                           | Président de la République      | Hassan Rouhani        | 3 août 2013      |
| Irlande                        | Président                       | Michael D. Higgins    | 11 novembre 2011 |
| Irlande                        | Premiers ministres (successifs) | Micheál Martin        | 27 juin 2020     |
| Irlande                        | Premiers ministres (successifs) | Leo Varadkar          | 14 juin 2017     |
| Islande                        | Président                       | Guðni Th. Jóhannesson | 1er août 2016    |
| Islande                        | Premier ministre                | Katrín Jakobsdóttir   | 30 novembre 2017 |
| Israël (voir aussi : §1)       | Président de l’État             | Reuven Rivlin         | 24 juillet 2014  |
| Israël (voir aussi : §1)       | Premier ministre                | Benyamin Netanyahou   | 31 mars 2009     |
| Italie                         | Président de la République      | Sergio Mattarella     | 3 février 2015   |
| Italie                         | Président du Conseil            | Giuseppe Conte        | 1er juin 2018    |

## J
| Pays     | Fonction                        | Nom                 | Depuis (le)       |
| -------- | ------------------------------- | ------------------- | ----------------- |
| Jamaïque | Reine                           | Élisabeth II        | 6 août 1962       |
| Jamaïque | Gouverneur général              | Patrick Allen       | 26 février 2009   |
| Jamaïque | Premiers ministre               | Andrew Holness      | 3 mars 2016       |
| Japon    | Empereur                        | Naruhito            | 1er mai 2019      |
| Japon    | Premiers ministres (successifs) | Yoshihide Suga      | 16 septembre 2020 |
| Japon    | Premiers ministres (successifs) | Shinzō Abe          | 26 décembre 2012  |
| Jordanie | Roi                             | Abdallah II         | 7 février 1999    |
| Jordanie | Premiers ministres (successifs) | Bisher Al-Khasawneh | 20 octobre 2020   |
| Jordanie | Premiers ministres (successifs) | Omar Razzaz         | 14 juin 2018      |

## K
| Pays         | Fonction                                 | Nom                                       | Depuis (le)                        |
| ------------ | ---------------------------------------- | ----------------------------------------- | ---------------------------------- |
| Kazakhstan   | Président de la République               | Kassym-Jomart Tokaïev                     | 20 mars 2019                       |
| Kazakhstan   | Premier ministre                         | Askar Mamine                              | 21 février 2019                    |
| Kenya        | Président de la République               | Uhuru Kenyatta                            | 9 avril 2013                       |
| Kenya        | Vice-président de la République          | William Ruto                              | 9 avril 2013                       |
| Kirghizistan | Présidents de la République (successifs) | Talant Mamytov (intérim)                  | 14 novembre 2020                   |
| Kirghizistan | Présidents de la République (successifs) | Sadyr Japarov (intérim) ,                 | 16 octobre 2020                    |
| Kirghizistan | Présidents de la République (successifs) | Sooronbay Jeenbekov                       | 24 novembre 2017                   |
| Kirghizistan | Premiers ministres (successifs)          | Artem Novikov (intérim)                   | 14 novembre 2020                   |
| Kirghizistan | Premiers ministres (successifs)          | Almazbek Baatyrbekov (intérim)            | 10 octobre 2020 - 14 octobre 2020  |
| Kirghizistan | Premiers ministres (successifs)          | Sadyr Japarov ,                           | 6 octobre 2020                     |
| Kirghizistan | Premiers ministres (successifs)          | Koubatbek Boronov,                        | 16 juin 2020 - 10 octobre 2020     |
| Kirghizistan | Muhammetkaly Abulgazev                   | 20 avril 2018                             |                                    |
| Kiribati     | Président de la République               | Taaneti Mwamwau                           | 11 mars 2016                       |
| Kiribati     | Vice-président de la République          | Teuea Toatu                               | 19 juin 2019                       |
| Koweït       | Émirs (successifs)                       | Nawaf al-Ahmad al-Jabir al-Sabah          | 29 septembre 2020                  |
| Koweït       | Émirs (successifs)                       | Nawaf al-Ahmad al-Jabir al-Sabah (régent) | 18 juillet 2020 -29 septembre 2020 |
| Koweït       | Émirs (successifs)                       | Sabah el-Ahmed el-Jaber el-Sabah          | 29 janvier 2006                    |
| Koweït       | Premier ministre                         | Sabah Al-Khalid Al-Sabah                  | 14 novembre 2019                   |

## L
| Pays                     | Fonction                                                  | Nom                                                                                | Depuis (le)                                                                    |
| ------------------------ | --------------------------------------------------------- | ---------------------------------------------------------------------------------- | ------------------------------------------------------------------------------ |
| Laos                     | Secrétaire général du Parti révolutionnaire populaire lao | Boungnang Vorachit                                                                 | 22 janvier 2016                                                                |
| Laos                     | Président de la République                                | Boungnang Vorachit                                                                 | 19 avril 2016                                                                  |
| Laos                     | Premier ministre                                          | Thongloun Sisoulith                                                                | 19 avril 2016                                                                  |
| Lesotho                  | Roi                                                       | Letsie III                                                                         | 7 février 1996                                                                 |
| Lesotho                  | Premiers ministres (successifs)                           | Moeketsi Majoro                                                                    | 20 mai 2020                                                                    |
| Lesotho                  | Premiers ministres (successifs)                           | Tom Thabane                                                                        | 16 juin 2017                                                                   |
| Lettonie                 | Président de la République                                | Egils Levits                                                                       | 8 juillet 2019                                                                 |
| Lettonie                 | Premier ministre                                          | Arturs Krišjānis Kariņš                                                            | 23 janvier 2019                                                                |
| Liban                    | Président de la République                                | Michel Aoun                                                                        | 31 octobre 2016                                                                |
| Liban                    | Premiers ministres (successifs)                           | Hassan Diab                                                                        | 21 janvier 2020                                                                |
| Liban                    | Premiers ministres (successifs)                           | Saad Hariri                                                                        | 20 décembre 2016                                                               |
| Liberia                  | Président de la République                                | George Weah                                                                        | 22 janvier 2018                                                                |
| Liberia                  | Vice-président de la République                           | Jewel Taylor                                                                       | 22 janvier 2018                                                                |
| Libye (voir aussi : §10) | Chefs d'État (en concurrence)                             | Fayez el-Sarraj (Président du Conseil présidentiel) (Gouvernement Fayez el-Sarraj) | 12 mars 2016 (corevendicateur du 12 mars 2016)                                 |
| Libye (voir aussi : §10) | Chefs d'État (en concurrence)                             | Aguila Salah Issa (Président de la Chambre des représentants) (régime de Tobrouk)  | 5 août 2014 (corevendicateur du 25 août 2014)                                  |
| Libye (voir aussi : §10) | Premiers ministres (en concurrence)                       | Fayez el-Sarraj (Gouvernement Fayez el-Sarraj)                                     | 12 mars 2016 (corevendicateur du 12 mars 2016)                                 |
| Libye (voir aussi : §10) | Premiers ministres (en concurrence)                       | Abdallah al-Thani (régime de Tobrouk)                                              | 11 mars 2014 (corevendicateur du 4 mai 2014 au 9 juin 2014 et du 25 août 2014) |
| Liechtenstein            | Prince souverain                                          | Hans Adam II                                                                       | 13 novembre 1989                                                               |
| Liechtenstein            | Prince souverain                                          | Prince Aloïs (régent)                                                              | 15 août 2004                                                                   |
| Liechtenstein            | Chef du gouvernement                                      | Adrian Hasler                                                                      | 27 mars 2013                                                                   |
| Lituanie                 | Président de la République                                | Gitanas Nausėda                                                                    | 12 juillet 2019                                                                |
| Lituanie                 | Premiers ministres (successifs)                           | Ingrida Šimonytė                                                                   | 11 décembre 2020                                                               |
| Lituanie                 | Premiers ministres (successifs)                           | Saulius Skvernelis                                                                 | 13 décembre 2016                                                               |
| Luxembourg               | Grand-duc                                                 | Henri                                                                              | 7 octobre 2000                                                                 |
| Luxembourg               | Premier ministre                                          | Xavier Bettel                                                                      | 4 décembre 2013                                                                |

## M
| Pays                               | Fonction                                 | Nom                                                                 | Depuis (le)        |
| ---------------------------------- | ---------------------------------------- | ------------------------------------------------------------------- | ------------------ |
| Macédoine du Nord                  | Président de la République               | Stevo Pendarovski                                                   | 12 mai 2009        |
| Macédoine du Nord                  | Premiers ministres (successifs)          | Zoran Zaev                                                          | 30 août 2020       |
| Macédoine du Nord                  | Premiers ministres (successifs)          | Oliver Spasovski                                                    | 3 janvier 2020     |
| Macédoine du Nord                  | Premiers ministres (successifs)          | Zoran Zaev                                                          | 31 mai 2017        |
| Madagascar                         | Président de la République               | Andry Rajoelina                                                     | 18 janvier 2019    |
| Madagascar                         | Premier ministre                         | Christian Ntsay                                                     | 6 juin 2018        |
| Malaisie                           | Roi                                      | Abdullah Shah                                                       | 31 janvier 2019    |
| Malaisie                           | Premiers ministres (successifs)          | Muhyiddin Yassin                                                    | 1er mars 2020      |
| Malaisie                           | Premiers ministres (successifs)          | Mahathir Mohamad                                                    | 10 mai 2018        |
| Malawi                             | Présidents de la République (successifs) | Lazarus Chakwera                                                    | 28 juin 2020       |
| Malawi                             | Présidents de la République (successifs) | Peter Mutharika                                                     | 31 mai 2014        |
| Malawi                             | Vice-président de la République          | Saulos Chilima                                                      | 31 mai 2014        |
| Maldives                           | Président de la République               | Ibrahim Mohamed Solih                                               | 17 novembre 2018   |
| Maldives                           | Vice-présidents de la République         | Faisal Naseem                                                       | 18 novembre 2018   |
| Mali                               | Chefs d'État (successifs)                | Bah N'Daw (Président de la République (transition))                 | 23 septembre 2020  |
| Mali                               | Chefs d'État (successifs)                | Assimi Goïta (Chef de l'État)                                       | 27 août 2020       |
| Mali                               | Chefs d'État (successifs)                | Assimi Goïta (Président du Comité national pour le salut du peuple) | 19 août 2020       |
| Mali                               | Chefs d'État (successifs)                | Comité national pour le salut du peuple                             | 18 août 2020       |
| Mali                               | Chefs d'État (successifs)                | Ibrahim Boubacar Keïta (Président de la République)                 | 4 septembre 2013   |
| Mali                               | Premiers ministres (successifs)          | Moctar Ouane (transition)                                           | 27 septembre 2020  |
| Mali                               | Premiers ministres (successifs)          | vacant                                                              | 18 août 2020       |
| Mali                               | Premiers ministres (successifs)          | Boubou Cissé                                                        | 23 avril 2019      |
| Malte                              | Président                                | George Vella                                                        | 4 avril 2019       |
| Malte                              | Premiers ministres (successifs)          | Robert Abela                                                        | 13 janvier 2020    |
| Malte                              | Premiers ministres (successifs)          | Joseph Muscat                                                       | 13 mars 2013       |
| Maroc (voir aussi : §1)            | Roi                                      | Mohammed VI                                                         | 23 juillet 1999    |
| Maroc (voir aussi : §1)            | Chef du gouvernement                     | Saâdeddine El Othmani                                               | 5 avril 2017       |
| Îles Marshall                      | Présidents de la République (successifs) | David Kabua                                                         | 13 janvier 2020    |
| Îles Marshall                      | Présidents de la République (successifs) | Hilda Heine                                                         | 28 janvier 2016    |
| Maurice (voir aussi : §10)         | Président de la République               | Prithvirajsing Roopun                                               | 2 décembre 2019    |
| Maurice (voir aussi : §10)         | Premier ministre                         | Pravind Jugnauth                                                    | 23 janvier 2017    |
| Mauritanie                         | Président de la République               | Mohamed Ould Ghazouani                                              | 1er août 2019      |
| Mauritanie                         | Premiers ministres (successifs)          | Mohamed Ould Bilal                                                  | 8 août 2020        |
| Mauritanie                         | Premiers ministres (successifs)          | Ismail Ould Bedde Ould Cheikh Sidiya                                | 5 août 2019        |
| Mexique                            | Président de la République               | Andrés Manuel López Obrador                                         | 1er décembre 2018  |
| États fédérés de Micronésie        | Président de la République               | David W. Panuelo                                                    | 11 mai 2019        |
| États fédérés de Micronésie        | Vice-président de la République          | Yosiwo P. George                                                    | 11 mai 2015        |
| Moldavie (voir aussi : §10 et §11) | Président de la République (successifs)  | Maia Sandu                                                          | 24 décembre 2020   |
| Moldavie (voir aussi : §10 et §11) | Président de la République (successifs)  | Igor Dodon                                                          | 20 décembre 2016   |
| Moldavie (voir aussi : §10 et §11) | Premier ministre                         | Ion Chicu                                                           | 14 novembre 2019   |
| Monaco                             | Prince souverain                         | Albert II                                                           | 6 avril 2005       |
| Monaco                             | Ministres d’État (successifs)            | Pierre Dartout                                                      | 1er septembre 2020 |
| Monaco                             | Ministres d’État (successifs)            | Serge Telle                                                         | 1er février 2016   |
| Mongolie                           | Président de la République               | Khaltmaagiyn Battulga                                               | 10 juillet 2017    |
| Mongolie                           | Premier ministre                         | Khürelsükh Ukhnaagiin                                               | 4 octobre 2017     |
| Monténégro                         | Président de la République               | Milo Đukanović                                                      | 20 mai 2018        |
| Monténégro                         | Présidents du gouvernement (successifs)  | Zdravko Krivokapić                                                  | 4 décembre 2020    |
| Monténégro                         | Présidents du gouvernement (successifs)  | Duško Marković                                                      | 28 novembre 2016   |
| Mozambique                         | Président de la République               | Filipe Nyusi                                                        | 15 janvier 2015    |
| Mozambique                         | Premier ministre                         | Carlos Agostinho do Rosário                                         | 17 janvier 2015    |

## N
| Pays                               | Fonction                         | Nom                        | Depuis (le)       |
| ---------------------------------- | -------------------------------- | -------------------------- | ----------------- |
| Namibie                            | Président de la République       | Hage Geingob               | 21 mars 2015      |
| Namibie                            | Premier ministre                 | Saara Kuugongelwa-Amadhila | 21 mars 2015      |
| Nauru                              | Président de la République       | Lionel Aingimea            | 27 août 2019      |
| Népal                              | Président de la République       | Bidya Devi Bhandari        | 29 octobre 2015   |
| Népal                              | Premier ministre                 | Khadga Prasad Sharma Oli   | 15 février 2018   |
| Nicaragua                          | Président de la République       | Daniel Ortega              | 10 janvier 2007   |
| Nicaragua                          | Vice-présidente de la République | Rosario Murillo            | 10 janvier 2017   |
| Niger                              | Président                        | Mahamadou Issoufou         | 7 avril 2011      |
| Niger                              | Premier ministre                 | Brigi Rafini               | 7 avril 2011      |
| Nigeria                            | Président de la République       | Muhammadu Buhari           | 25 mai 2015       |
| Nigeria                            | Vice-président de la République  | Yemi Osinbajo              | 29 mai 2015       |
| Norvège (voir aussi : §8)          | Roi                              | Harald V                   | 17 janvier 1991   |
| Norvège (voir aussi : §8)          | Premiers ministres               | Erna Solberg               | 16 octobre 2013   |
| Nouvelle-Zélande (voir aussi : §9) | Reine                            | Élisabeth II               | 6 février 1952    |
| Nouvelle-Zélande (voir aussi : §9) | Gouverneure générale             | Patsy Reddy                | 28 septembre 2016 |
| Nouvelle-Zélande (voir aussi : §9) | Premier ministre                 | Jacinda Ardern             | 20 octobre 2017   |

## O
| Pays                           | Fonction                        | Nom                | Depuis (le)       |
| ------------------------------ | ------------------------------- | ------------------ | ----------------- |
| Oman                           | Sultans (successifs)            | Haïtham ben Tariq  | 11 janvier 2020   |
| Oman                           | Sultans (successifs)            | Qabous ben Saïd    | 23 juillet 1970   |
| Oman                           | Premiers ministres (successifs) | Haïtham ben Tariq  | 11 janvier 2020   |
| Oman                           | Premiers ministres (successifs) | Qabous ben Saïd    | 2 janvier 1972    |
| Ouganda                        | Président de la République      | Yoweri Museveni    | 29 janvier 1986   |
| Ouganda                        | Premier ministre                | Ruhakana Rugunda   | 18 septembre 2014 |
| Ouzbékistan (voir aussi : §10) | Président de la République      | Shavkat Mirziyoyev | 8 septembre 2016  |
| Ouzbékistan (voir aussi : §10) | Premier ministre                | Abdulla Oripov     | 14 décembre 2016  |

## P
| Pays | Fonction                                 | Nom                         | Depuis (le)       |
| --- | ---------------------------------------- | --------------------------- | ----------------- |
| Pakistan (voir aussi : §10 et §11) | Président de la république               | Arif Alvi                   | 9 septembre 2018  |
| Pakistan (voir aussi : §10 et §11) | Premier ministre                         | Imran Khan                  | 18 août 2018      |
| Palaos | Président de la République               | Tommy Remengesau            | 17 janvier 2013   |
| Palaos | Vice-président de la République          | Raynold Oilouch             | 19 janvier 2017   |
| Palestine (État putatif proclamé par l’Organisation de libération de la Palestine - OLP en 1989, mais qui demeure inopérant malgré une reconnaissance internationale partielle) (voir aussi : §2) | Président                                | Mahmoud Abbas               | 8 mai 2005        |
| Palestine (État putatif proclamé par l’Organisation de libération de la Palestine - OLP en 1989, mais qui demeure inopérant malgré une reconnaissance internationale partielle) (voir aussi : §2) | Président du Comité exécutif de l’OLP    | Mahmoud Abbas               | 11 novembre 2004  |
| Panama | Président de la République               | Laurentino Cortizo          | 1er juillet 2019  |
| Panama | Vice-président de la République          | Jose Gabriel Carrizo        | 1er juillet 2019  |
| Papouasie-Nouvelle-Guinée (voir aussi : §10) | Reine                                    | Élisabeth II                | 16 septembre 1975 |
| Papouasie-Nouvelle-Guinée (voir aussi : §10) | Gouverneur général                       | Bob Dadae                   | 28 février 2017   |
| Papouasie-Nouvelle-Guinée (voir aussi : §10) | Premier ministre                         | James Marape                | 30 mai 2019       |
| Paraguay | Président de la République               | Mario Abdo                  | 15 août 2018      |
| Paraguay | Vice-président de la République          | Hugo Velázquez Moreno       | 15 août 2018      |
| Pays-Bas (voir aussi : §7) | Roi                                      | Willem-Alexander            | 30 avril 2013     |
| Pays-Bas (voir aussi : §7) | Premier ministre                         | Mark Rutte                  | 14 octobre 2010   |
| Pérou | Présidents de la République (successifs) | Francisco Sagasti (intérim) | 17 novembre 2020  |
| Pérou | Présidents de la République (successifs) | Manuel Merino (intérim)     | 10 novembre 2020  |
| Pérou | Présidents de la République (successifs) | Martín Vizcarra             | 23 mars 2018      |
| Pérou | Premiers ministres (successifs)          | Violeta Bermúdez            | 18 novembre 2020  |
| Pérou | Premiers ministres (successifs)          | Ántero Flores-Aráoz         | 11 novembre 2020  |
| Pérou | Premiers ministres (successifs)          | Walter Martos               | 6 août 2020       |
| Pérou | Premiers ministres (successifs)          | Pedro Cateriano             | 15 juillet 2020   |
| Pérou | Premiers ministres (successifs)          | Vicente Zeballos            | 30 septembre 2019 |
| Philippines (voir aussi : §10 et §11) | Président de la République               | Rodrigo Duterte             | 30 juin 2016      |
| Philippines (voir aussi : §10 et §11) | Vice-président de la République          | Leni Robredo                | 30 juin 2016      |
| Pologne | Président de la République               | Andrzej Duda                | 6 août 2015       |
| Pologne | Président du Conseil                     | Mateusz Morawiecki          | 11 décembre 2017  |
| Portugal (voir aussi : §10) | Président de la République               | Marcelo Rebelo de Sousa     | 9 mars 2016       |
| Portugal (voir aussi : §10) | Premier ministre                         | António Costa               | 26 novembre 2015  |

## Q
| Pays  | Fonction                        | Nom                                        | Depuis (le)     |
| ----- | ------------------------------- | ------------------------------------------ | --------------- |
| Qatar | Émir                            | Tamim ben Hamad Al Thani                   | 25 juin 2013    |
| Qatar | Premiers ministres (successifs) | Khalid ben Khalifa ben Abdul Aziz Al Thani | 28 janvier 2020 |
| Qatar | Premiers ministres (successifs) | Abdallah ben Nasser ben Khalifa Al Thani   | 26 juin 2013    |

## R
| Pays                          | Fonction                        | Nom                         | Depuis (le)      |
| ----------------------------- | ------------------------------- | --------------------------- | ---------------- |
| Roumanie                      | Président                       | Klaus Iohannis              | 21 décembre 2014 |
| Roumanie                      | Premiers ministres (successifs) | Florin Cîțu                 | 23 décembre 2020 |
| Roumanie                      | Premiers ministres (successifs) | Nicolae Ciucă (intérim)     | 7 décembre 2020  |
| Roumanie                      | Premiers ministres (successifs) | Ludovic Orban               | 4 novembre 2019  |
| Royaume-Uni (voir aussi : §4) | Reine                           | Élisabeth II                | 6 février 1952   |
| Royaume-Uni (voir aussi : §4) | Premier ministre                | Boris Johnson               | 24 juillet 2019  |
| Russie (voir aussi : §12)     | Président                       | Vladimir Poutine            | 7 mai 2012       |
| Russie (voir aussi : §12)     | Premiers ministres (successifs) | Andreï Belooussov (intérim) | 30 avril 2020    |
| Russie (voir aussi : §12)     | Premiers ministres (successifs) | Mikhaïl Michoustine         | 16 janvier 2020  |
| Russie (voir aussi : §12)     | Premiers ministres (successifs) | Dmitri Medvedev             | 8 mai 2012       |
| Rwanda                        | Président de la République      | Paul Kagame                 | 24 mars 2000     |
| Rwanda                        | Premier ministre                | Edouard Ngirente            | 30 août 2017     |

## S
| Pays                                          | Fonction                                               | Nom                                    | Depuis (le)       |
| --------------------------------------------- | ------------------------------------------------------ | -------------------------------------- | ----------------- |
| Saint-Christophe-et-Niévès (voir aussi : §10) | Reine                                                  | Élisabeth II                           | 19 septembre 1983 |
| Saint-Christophe-et-Niévès (voir aussi : §10) | Gouverneur général                                     | Tapley Seaton                          | 20 mai 2015       |
| Saint-Christophe-et-Niévès (voir aussi : §10) | Premier ministre                                       | Timothy Harris                         | 18 février 2015   |
| Sainte-Lucie                                  | Reine                                                  | Élisabeth II                           | 22 février 1979   |
| Sainte-Lucie                                  | Gouverneur général                                     | Neville Cenac                          | 12 janvier 2018   |
| Sainte-Lucie                                  | Premier ministre                                       | Allen Chastanet                        | 7 juin 2016       |
| Saint-Marin                                   | Capitaines-régents (successifs)                        | Alessandro Cardelli et Mirko Dolcini   | 1er octobre 2020  |
| Saint-Marin                                   | Capitaines-régents (successifs)                        | Alessandro Mancini et Grazia Zafferani | 1er avril 2020    |
| Saint-Marin                                   | Capitaines-régents (successifs)                        | Luca Boschi et Mariella Mularoni       | 1er octobre 2019  |
| Saint-Vincent-et-les-Grenadines               | Reine                                                  | Élisabeth II                           | 27 octobre 1979   |
| Saint-Vincent-et-les-Grenadines               | Gouverneur général                                     | Susan Dougan                           | 1er août 2019     |
| Saint-Vincent-et-les-Grenadines               | Premier ministre                                       | Ralph Gonsalves                        | 29 mars 2001      |
| Îles Salomon                                  | Reine                                                  | Élisabeth II                           | 7 juillet 1978    |
| Îles Salomon                                  | Gouverneur général                                     | David Vunagi                           | 7 juillet 2019    |
| Îles Salomon                                  | Premier ministre                                       | Manasseh Sogavare                      | 24 avril 2019     |
| Salvador                                      | Président de la République                             | Nayib Bukele                           | 1er juin 2019     |
| Salvador                                      | Vice-président de la République                        | Félix Ulloa                            | 1er juin 2019     |
| Samoa                                         | Chef de l’État                                         | Va'aletoa Sualauvi II                  | 20 juin 2017      |
| Samoa                                         | Premier ministre                                       | Tuilaepa Sailele Malielegaoi           | 23 novembre 1998  |
| Sao Tomé-et-Principe (voir aussi : §10)       | Président de la République                             | Evaristo Carvalho                      | 3 septembre 2016  |
| Sao Tomé-et-Principe (voir aussi : §10)       | Premier ministre                                       | Jorge Bom Jesus                        | 3 décembre 2018   |
| Sénégal                                       | Président de la République                             | Macky Sall                             | 2 avril 2012      |
| Serbie (voir aussi : §1, §11)                 | Président de la République                             | Aleksandar Vučić                       | 31 mai 2017       |
| Serbie (voir aussi : §1, §11)                 | Présidente du gouvernement                             | Ana Brnabić                            | 29 juin 2017      |
| Seychelles                                    | Présidents de la République (successifs)               | Wavel Ramkalawan                       | 26 octobre 2020   |
| Seychelles                                    | Présidents de la République (successifs)               | Danny Faure                            | 16 octobre 2016   |
| Seychelles                                    | Vice-présidents de la République (successifs)          | Ahmed Afif                             | 26 octobre 2020   |
| Seychelles                                    | Vice-présidents de la République (successifs)          | Vincent Mériton                        | 26 octobre 2016   |
| Sierra Leone                                  | Président de la République                             | Julius Maada Bio                       | 4 avril 2018      |
| Sierra Leone                                  | Chief Minister                                         | David J. Francis                       | 4 mai 2018        |
| Singapour                                     | Présidente de la République                            | Halimah Yacob                          | 14 septembre 2017 |
| Singapour                                     | Premier ministre                                       | Lee Hsien Loong                        | 12 août 2004      |
| Slovaquie                                     | Président de la République                             | Zuzana Čaputová                        | 15 juin 2019      |
| Slovaquie                                     | Présidents du gouvernement (successifs)                | Igor Matovič                           | 21 mars 2020      |
| Slovaquie                                     | Présidents du gouvernement (successifs)                | Peter Pellegrini                       | 22 mars 2018      |
| Slovénie                                      | Président de la République                             | Borut Pahor                            | 22 décembre 2012  |
| Slovénie                                      | Présidents du gouvernement (successifs)                | Janez Janša                            | 13 mars 2020      |
| Slovénie                                      | Présidents du gouvernement (successifs)                | Marjan Šarec                           | 13 septembre 2018 |
| Somalie (voir aussi : §11)                    | Président de la République                             | Mohamed Abdullahi Mohamed              | 8 février 2017    |
| Somalie (voir aussi : §11)                    | Premiers ministres (successifs)                        | Mohamed Hussein Roble                  | 23 septembre 2020 |
| Somalie (voir aussi : §11)                    | Premiers ministres (successifs)                        | Mahdi Mohamed Guled (intérim)          | 25 juillet 2020   |
| Somalie (voir aussi : §11)                    | Premiers ministres (successifs)                        | Hassan Ali Khayre                      | 1er mars 2017     |
| Soudan                                        | Président du Conseil souverain                         | Abdel Fattah Abdelrahmane al-Burhan    | 21 août 2019      |
| Soudan                                        | Premier ministre                                       | Abdallah Hamdok                        | 21 août 2019      |
| Soudan du Sud                                 | Président de la République                             | Salva Kiir                             | 9 juillet 2011    |
| Soudan du Sud                                 | Premiers Vice-présidents de la République (successifs) | Riek Machar                            | 22 février 2020   |
| Soudan du Sud                                 | Premiers Vice-présidents de la République (successifs) | Taban Deng Gai                         | 23 juillet 2016   |
| Soudan du Sud                                 | Second Vice-président de la République                 | James Wani Igga                        | 11 février 2016   |
| Soudan du Sud                                 | Troisième vice-président de la République              | Taban Deng Gai                         | 21 février 2020   |
| Soudan du Sud                                 | Quatrième vice-présidente de la République             | Rebecca Nyandeng Garang                | 21 février 2020   |
| Soudan du Sud                                 | Cinquième vice-président de la République              | Hussein Abdelbagi                      | 21 février 2020   |
| Soudan du Sud                                 | Vice-président de la République                        | fonction aboli                         | 21 février 2020   |
| Soudan du Sud                                 | Vice-président de la République                        | James Wani Igga                        | 25 août 2013      |
| Sri Lanka                                     | Président de la République                             | Gotabaya Rajapaksa                     | 11 novembre 2019  |
| Sri Lanka                                     | Premier ministre                                       | Mahinda Rajapakse                      | 21 novembre 2019  |
| Suède                                         | Roi                                                    | Charles XVI Gustave                    | 19 septembre 1973 |
| Suède                                         | Premier ministre                                       | Stefan Löfven                          | 3 octobre 2014    |
| Suisse                                        | Président de la Confédération                          | Simonetta Sommaruga                    | 1er janvier 2020  |
| Suriname                                      | Présidents (successifs)                                | Chan Santokhi                          | 16 juillet 2020   |
| Suriname                                      | Présidents (successifs)                                | Dési Bouterse                          | 12 août 2010      |
| Suriname                                      | Vice-présidents (successifs)                           | Ronnie Brunswijk                       | 16 juillet 2020   |
| Suriname                                      | Vice-présidents (successifs)                           | Ashwin Adhin                           | 12 août 2015      |
| Syrie (voir aussi : §10, §12)                 | Président de la République                             | Bachar el-Assad                        | 17 juillet 2000   |
| Syrie (voir aussi : §10, §12)                 | Premiers ministres (successifs)                        | Hussein Arnous                         | 11 juin 2020      |
| Syrie (voir aussi : §10, §12)                 | Premiers ministres (successifs)                        | Imad Khamis                            | 3 juillet 2016    |

## T
| Pays                                 | Fonction                                 | Nom                       | Depuis (le)       |
| ------------------------------------ | ---------------------------------------- | ------------------------- | ----------------- |
| Tadjikistan (voir aussi : §10)       | Président                                | Emomalii Rahmon           | 19 novembre 1992  |
| Tadjikistan (voir aussi : §10)       | Premier ministre                         | Kokhir Rasulzoda          | 23 novembre 2003  |
| Tanzanie (voir aussi : §10)          | Président de la République               | John Magufuli             | 5 novembre 2015   |
| Tanzanie (voir aussi : §10)          | Premier ministre                         | Mizengo Pinda             | 20 novembre 2015  |
| Tchad                                | Président de la République               | Idriss Déby               | 2 décembre 1990   |
| Tchéquie                             | Président de la République               | Miloš Zeman               | 7 mars 2013       |
| Tchéquie                             | Premier ministre                         | Andrej Babiš              | 13 décembre 2017  |
| Thaïlande                            | Roi                                      | Rama X                    | 1er décembre 2016 |
| Thaïlande                            | Premier ministre                         | Prayuth Chan-ocha         | 22 mai 2014       |
| Timor oriental                       | Président de la République               | Francisco Guterres        | 20 mai 2017       |
| Timor oriental                       | Premier ministre                         | Taur Matan Ruak           | 22 juin 2018      |
| Togo                                 | Président de la République               | Faure Gnassingbé          | 4 mai 2005        |
| Togo                                 | Premiers ministres (successifs)          | Victoire Tomegah Dogbé    | 28 septembre 2020 |
| Togo                                 | Premiers ministres (successifs)          | Komi Sélom Klassou        | 10 juin 2015      |
| Tonga                                | Roi                                      | Tupou VI                  | 18 mars 2012      |
| Tonga                                | Premier ministre                         | Pohiva Tu'i'onetoa        | 8 octobre 2019    |
| Trinité-et-Tobago (voir aussi : §10) | Présidente de la République (successifs) | Paula-Mae Weekes          | 19 mars 2018      |
| Trinité-et-Tobago (voir aussi : §10) | Premier ministre                         | Keith Rowley              | 9 septembre 2015  |
| Tunisie                              | Président de la République               | Kaïs Saïed                | 23 octobre 2019   |
| Tunisie                              | Chefs du gouvernement (successifs)       | Hichem Mechichi           | 2 septembre 2020  |
| Tunisie                              | Chefs du gouvernement (successifs)       | Elyes Fakhfakh            | 27 février 2020   |
| Tunisie                              | Chefs du gouvernement (successifs)       | Youssef Chahed            | 27 août 2016      |
| Turkménistan                         | Président                                | Gurbanguly Berdimuhamedow | 21 décembre 2006  |
| Turkménistan                         | Vice-Premier ministre                    | Raşit Meredow             | 17 février 2007   |
| Turquie                              | Président de la République               | Recep Tayyip Erdoğan      | 28 août 2014      |
| Tuvalu                               | Reine                                    | Élisabeth II              | 1er octobre 1978  |
| Tuvalu                               | Gouverneure générale                     | Teniku Talesi (intérim)   | 22 août 2019      |
| Tuvalu                               | Premier ministre                         | Kausea Natano             | 19 septembre 2019 |

## U
| Pays                          | Fonction                                      | Nom                      | Depuis (le)       |
| ----------------------------- | --------------------------------------------- | ------------------------ | ----------------- |
| Ukraine (voir aussi §10, §12) | Président                                     | Volodymyr Zelensky       | 20 mai 2019       |
| Ukraine (voir aussi §10, §12) | Premiers ministres (successifs)               | Denys Chmyhal            | 4 février 2020    |
| Ukraine (voir aussi §10, §12) | Premiers ministres (successifs)               | Oleksi Hontcharouk       | 29 août 2019      |
| Uruguay                       | Présidents de la République (successifs)      | Luis Alberto Lacalle Pou | 1er mars 2020     |
| Uruguay                       | Présidents de la République (successifs)      | Tabaré Vázquez           | 1er mars 2015     |
| Uruguay                       | Vice-présidents de la République (successifs) | Beatriz Argimón          | 1er mars 2020     |
| Uruguay                       | Vice-présidents de la République (successifs) | Lucía Topolansky         | 11 septembre 2017 |

## V
| Pays                         | Fonction                                          | Nom               | Depuis (le)      |
| ---------------------------- | ------------------------------------------------- | ----------------- | ---------------- |
| Vanuatu                      | Président de la République                        | Tallis Obed Moses | 6 juillet 2017   |
| Vanuatu                      | Premiers ministres (successifs)                   | Bob Loughman      | 20 avril 2020    |
| Vanuatu                      | Premiers ministres (successifs)                   | Charlot Salwai    | 11 février 2016  |
| Vatican (Saint-Siège)        | Souverain                                         | François (pape)   | 13 mars 2013     |
| Vatican (Saint-Siège)        | Président du Gouvernorat                          | Giuseppe Bertello | 1er octobre 2011 |
| Vatican (Saint-Siège)        | Secrétaire d’État                                 | Pietro Parolin    | 15 octobre 2013  |
| Venezuela (voir aussi : §12) | Président de la République                        | Nicolás Maduro    | 5 mars 2013      |
| Venezuela (voir aussi : §12) | Vice-présidente exécutive                         | Delcy Rodríguez   | 14 juin 2018     |
| Viêt Nam                     | Secrétaire général du Parti communiste vietnamien | Nguyễn Phú Trọng  | 19 janvier 2011  |
| Viêt Nam                     | Président                                         | Nguyễn Phú Trọng  | 23 octobre 2018  |
| Viêt Nam                     | Premier ministre                                  | Nguyễn Xuân Phúc  | 7 avril 2016     |

## Y
| Pays  | Fonction                            | Nom                                                                                    | Depuis (le)                                           |
| ----- | ----------------------------------- | -------------------------------------------------------------------------------------- | ----------------------------------------------------- |
| Yémen | Chefs d'État (en concurrence)       | Abdrabbo Mansour Hadi (président)                                                      | 27 février 2012 (corevendicateur du 21 février 2015)  |
| Yémen | Chefs d'État (en concurrence)       | Mehdi Hussein al-Machat (président du Conseil politique suprême) (gouvernement houthi) | 23 avril 2018 (corevendicateur du 23 avril 2018)      |
| Yémen | Premiers ministres (en concurrence) | Maeen Abdul Malik                                                                      | 15 octobre 2018 (corevendicateur du 15 octobre 2018)  |
| Yémen | Premiers ministres (en concurrence) | Abdel Aziz ben Habtour (gouvernement houthi)                                           | 28 novembre 2016 (corevendicateur du 4 novembre 2016) |

## Z
| Pays     | Fonction                                | Nom                  | Depuis (le)      |
| -------- | --------------------------------------- | -------------------- | ---------------- |
| Zambie   | Président                               | Edgar Lungu          | 25 janvier 2015  |
| Zambie   | Vice-présidents de la République        | Inonge Wina          | 26 janvier 2015  |
| Zimbabwe | Président                               | Emmerson Mnangagwa   | 24 novembre 2017 |
| Zimbabwe | Premier Vice-président de la République | Constantino Chiwenga | 28 décembre 2017 |
| Zimbabwe | Second vice-président de la République  | Kembo Mohadi         | 28 décembre 2017 |

- Haut – A
- B
- C
- D
- E
- F
- G
- H
- I
- J
- K
- L
- M
- N
- O
- P
- Q
- R
- S
- T
- U
- V
- W
- X
- Y
- Z

## Entités partiellement reconnues comme État
Ces pays sont reconnus par plusieurs autres États, mais pas encore par l'ONU, c'est-à-dire pas par la majorité des membres de cet organisme.
| Entité et statut                                                                                     | Issue de | Fonction                                 | Nom                       | Depuis le         |
| --- | -------- | ---------------------------------------- | ------------------------- | ----------------- |
| Abkhazie (État pro-russe sécessionniste de la Géorgie) (voir aussi : §12)                            | Géorgie  | Présidents (successifs)                  | Aslan Bjania              | 23 avril 2020     |
| Abkhazie (État pro-russe sécessionniste de la Géorgie) (voir aussi : §12)                            | Géorgie  | Présidents (successifs)                  | Valeri Bganba (intèrim)   | 13 janvier 2020   |
| Abkhazie (État pro-russe sécessionniste de la Géorgie) (voir aussi : §12)                            | Géorgie  | Présidents (successifs)                  | Raul Khadjimba            | 25 septembre 2014 |
| Abkhazie (État pro-russe sécessionniste de la Géorgie) (voir aussi : §12)                            | Géorgie  | Premiers ministres (successifs)          | Alexandre Ankvab          | 23 avril 2020     |
| Abkhazie (État pro-russe sécessionniste de la Géorgie) (voir aussi : §12)                            | Géorgie  | Premiers ministres (successifs)          | Valeri Bganba             | 18 septembre 2018 |
| Chypre du Nord (gouvernement pro-turc) (voir aussi : §12)                                            | Chypre   | Présidents (successifs)                  | Ersin Tatar               | 23 octobre 2020   |
| Chypre du Nord (gouvernement pro-turc) (voir aussi : §12)                                            | Chypre   | Présidents (successifs)                  | Mustafa Akıncı            | 30 avril 2015     |
| Chypre du Nord (gouvernement pro-turc) (voir aussi : §12)                                            | Chypre   | Premiers ministres (successifs)          | Ersan Saner               | 9 décembre 2020   |
| Chypre du Nord (gouvernement pro-turc) (voir aussi : §12)                                            | Chypre   | Premiers ministres (successifs)          | Kudret Özersay (intérim)  | 23 octobre 2020   |
| Chypre du Nord (gouvernement pro-turc) (voir aussi : §12)                                            | Chypre   | Premiers ministres (successifs)          | Ersin Tatar               | 22 mai 2019       |
| Kosovo (Région autonome puis République auto-proclamée indépendante de la Serbie) (voir aussi : §11) | Serbie   | Présidents de la République (successifs) | Vjosa Osmani (intérim)    | 5 novembre 2020   |
| Kosovo (Région autonome puis République auto-proclamée indépendante de la Serbie) (voir aussi : §11) | Serbie   | Présidents de la République (successifs) | Hashim Thaçi              | 7 avril 2016      |
| Kosovo (Région autonome puis République auto-proclamée indépendante de la Serbie) (voir aussi : §11) | Serbie   | Premiers ministres (successifs)          | Avdullah Hoti             | 3 juin 2020       |
| Kosovo (Région autonome puis République auto-proclamée indépendante de la Serbie) (voir aussi : §11) | Serbie   | Premiers ministres (successifs)          | Albin Kurti               | 3 février 2020    |
| Kosovo (Région autonome puis République auto-proclamée indépendante de la Serbie) (voir aussi : §11) | Serbie   | Premiers ministres (successifs)          | Ramush Haradinaj          | 9 septembre 2017  |
| Kosovo (Région autonome puis République auto-proclamée indépendante de la Serbie) (voir aussi : §11) | Serbie   | Administrateur de l’ONU                  | Zahir Tanin (Afghanistan) | 9 octobre 2015    |
| Ossétie du Sud-Alanie (État pro-russe sécessionniste de la Géorgie) (voir aussi : §12)               | Géorgie  | Président                                | Anatoli Bibilov           | 21 avril 2017     |
| Ossétie du Sud-Alanie (État pro-russe sécessionniste de la Géorgie) (voir aussi : §12)               | Géorgie  | Premiers ministres (successifs)          | Gennady Bekoev {intérim)  | 28 août 2020      |
| Ossétie du Sud-Alanie (État pro-russe sécessionniste de la Géorgie) (voir aussi : §12)               | Géorgie  | Premiers ministres (successifs)          | Erik Poukhayev            | 16 mai 2017       |
| Sahara occidental alias République arabe sahraouie démocratique (RASD)                               | Maroc    | Président                                | Brahim Ghali              | 12 juillet 2016   |
| Sahara occidental alias République arabe sahraouie démocratique (RASD)                               | Maroc    | Premiers ministres (successifs)          | Bouchraya Hammoudi Bayoun | 13 janvier 2020   |
| Sahara occidental alias République arabe sahraouie démocratique (RASD)                               | Maroc    | Premiers ministres (successifs)          | Mohamed Wali Akeik        | 4 février 2018    |
| Taïwan alias République de Chine                                                                     | Chine    | Président de la République               | Tsai Ing-wen              | 20 mai 2016       |
| Taïwan alias République de Chine                                                                     | Chine    | Président du Yuan exécutif               | Su Tseng-chang            | 14 janvier 2019   |

## Entités proches du statut d’État
| Entité                   | Statut                                | Nom                  | Depuis le         |
| ------------------------ | ------------------------------------- | -------------------- | ----------------- |
| Autorité palestinienne . | Président                             | Mahmoud Abbas        | 15 janvier 2005   |
| Autorité palestinienne . | Premier ministre                      | Mohammad Shtayyeh    | 13 avril 2019     |
| Union européenne         | Président du Conseil européen         | Charles Michel       | 1er décembre 2019 |
| Union européenne         | Président de la Commission européenne | Ursula von der Leyen | 1er novembre 2019 |

## Départements et régions françaises d'outre-mer, collectivités françaises d'outre-mer et territoires français à statut spécial
Ces entités relèvent de la révision constitutionnelle du 28 mars 2003, relative aux territoires de la République française.
Mayotte, précédemment collectivité d'outre-mer est devenu un département d'outre-mer le 31 mars 2011.
| Territoire                                                                       | Statut                                                  | Fonction                                                                                 | Nom                          | Depuis le         |
| -------------------------------------------------------------------------------- | ------------------------------------------------------- | ---------------------------------------------------------------------------------------- | ---------------------------- | ----------------- |
| Île de Clipperton                                                                | Domaine public maritime de l'État français              | Président de la République                                                               | Emmanuel Macron              | 14 mai 2017       |
| Île de Clipperton                                                                | Domaine public maritime de l'État français              | Ministres chargée de l'Outre-mer (successifs)                                            | Sébastien Lecornu            | 6 juillet 2020    |
| Île de Clipperton                                                                | Domaine public maritime de l'État français              | Ministres chargée de l'Outre-mer (successifs)                                            | Annick Girardin              | 17 mai 2017       |
| Île de Clipperton                                                                | Domaine public maritime de l'État français              | Haut-Commissaire                                                                         | Dominique Sorain             | 8 août 2019       |
| Domaines français d'Israël Domaine National Français en Terre Sainte             | Possessions de l'État français                          | Président de la République                                                               | Emmanuel Macron              | 14 mai 2017       |
| Domaines français d'Israël Domaine National Français en Terre Sainte             | Possessions de l'État français                          | Ministre des Affaires étrangères                                                         | Jean-Yves Le Drian           | 17 mai 2017       |
| Domaines français d'Israël Domaine National Français en Terre Sainte             | Possessions de l'État français                          | Consul Général de France à Jérusalem                                                     | René Troccaz                 | 30 juillet 2019   |
| Domaines français de Sainte-Hélène                                               | Possessions de l'État français                          | Président de la République                                                               | Emmanuel Macron              | 14 mai 2017       |
| Domaines français de Sainte-Hélène                                               | Possessions de l'État français                          | Ministre des Affaires étrangères                                                         | Jean-Yves Le Drian           | 17 mai 2017       |
| Domaines français de Sainte-Hélène                                               | Possessions de l'État français                          | Consul honoraire de France à Jamestown, Sainte-Hélène                                    | Michel Dancoisne-Martineau   | 1er décembre 1987 |
| Domaines français de Sainte-Hélène                                               | Possessions de l'État français                          | Conservateur                                                                             | Michel Dancoisne-Martineau   | 5 août 1991       |
| Domaines français de Vatican Pieux Établissements de la France à Rome et Lorette | Possessions de l'État français                          | Présidents de la République                                                              | Emmanuel Macron              | 14 mai 2017       |
| Domaines français de Vatican Pieux Établissements de la France à Rome et Lorette | Possessions de l'État français                          | Ministre des Affaires étrangères                                                         | Jean-Yves Le Drian           | 17 mai 2017       |
| Domaines français de Vatican Pieux Établissements de la France à Rome et Lorette | Possessions de l'État français                          | Président de la Congrégation générale                                                    | Élisabeth Beton-Delègue      | 10 avril 2019     |
| Domaines français de Vatican Pieux Établissements de la France à Rome et Lorette | Possessions de l'État français                          | Administrateur de la Fondation des Pieux Établissements de la France à Rome et à Lorette | révérend père Bernard Ardura | 15 avril 2005     |
| Guadeloupe                                                                       | Département et région d'outre-mer français              | Président de la République                                                               | Emmanuel Macron              | 14 mai 2017       |
| Guadeloupe                                                                       | Département et région d'outre-mer français              | Préfets (successifs)                                                                     | Alexandre Rochatte           | 10 août 2020      |
| Guadeloupe                                                                       | Département et région d'outre-mer français              | Préfets (successifs)                                                                     | Virginie Klès (intérim)      | 8 juillet 2020    |
| Guadeloupe                                                                       | Département et région d'outre-mer français              | Préfets (successifs)                                                                     | Philippe Gustin              | 28 mai 2018       |
| Guadeloupe                                                                       | Département et région d'outre-mer français              | Président du conseil régional                                                            | Ary Chalus                   | 18 décembre 2015  |
| Guadeloupe                                                                       | Département et région d'outre-mer français              | Présidente du conseil départemental                                                      | Josette Borel-Lincertin      | 2 avril 2015      |
| Guyane                                                                           | collectivité territoriale unique française              | Président de la République                                                               | Emmanuel Macron              | 14 mai 2017       |
| Guyane                                                                           | collectivité territoriale unique française              | Préfets (successifs)                                                                     | Thierry Queffelec            | 28 décembre 2020  |
| Guyane                                                                           | collectivité territoriale unique française              | Préfets (successifs)                                                                     | Paul-Marie Claudon (intérim) | 27 novembre 2020  |
| Guyane                                                                           | collectivité territoriale unique française              | Préfets (successifs)                                                                     | Marc Del Grande              | 5 août 2019       |
| Guyane                                                                           | collectivité territoriale unique française              | Président de l'Assemblée                                                                 | Rodolphe Alexandre           | 18 décembre 2015  |
| Hauteville House                                                                 | Propriété de la mairie de Paris dans l'île de Guernesey | Président de la République                                                               | Emmanuel Macron              | 14 mai 2017       |
| Hauteville House                                                                 | Propriété de la mairie de Paris dans l'île de Guernesey | Ministre des Affaires étrangères                                                         | Jean-Yves Le Drian           | 17 mai 2017       |
| Hauteville House                                                                 | Propriété de la mairie de Paris dans l'île de Guernesey | Consul honoraire à Saint Peter Port, Guernsey                                            | Odile Blanchette             | ?                 |
| Hauteville House                                                                 | Propriété de la mairie de Paris dans l'île de Guernesey | Conservatrice                                                                            | Odile Blanchette             | ?                 |
| Martinique                                                                       | collectivité territoriale unique française              | Président de la République                                                               | Emmanuel Macron              | 14 mai 2017       |
| Martinique                                                                       | collectivité territoriale unique française              | Préfets (successifs)                                                                     | Stanislas Cazelles           | 27 fevriér 2020   |
| Martinique                                                                       | collectivité territoriale unique française              | Préfets (successifs)                                                                     | Antoine Poussier (intérim)   | Janvier 2020      |
| Martinique                                                                       | collectivité territoriale unique française              | Préfets (successifs)                                                                     | Franck Robine                | 19 juillet 2017   |
| Martinique                                                                       | Président du conseil exécutif                           | Alfred Marie-Jeanne                                                                      | 18 décembre 2015             |                   |
| Mayotte                                                                          | Département d'outre-mer français                        | Président de la République                                                               | Emmanuel Macron              | 14 mai 2017       |
| Mayotte                                                                          | Département d'outre-mer français                        | Préfet                                                                                   | Jean-François Colombet       | 29 juillet 2019   |
| Mayotte                                                                          | Département d'outre-mer français                        | Président du conseil départemental                                                       | Soibahadine Ibrahim Ramadani | 2 avril 2015      |
| Nouvelle-Calédonie                                                               | Collectivité sui generis français                       | Président de la République                                                               | Emmanuel Macron              | 14 mai 2017       |
| Nouvelle-Calédonie                                                               | Collectivité sui generis français                       | Haut-Commissaire                                                                         | Laurent Prévost              | 5 août 2019       |
| Nouvelle-Calédonie                                                               | Collectivité sui generis français                       | Président du gouvernement                                                                | Thierry Santa                | 9 juillet 2019    |
| Polynésie française                                                              | Collectivité d'outre-mer français                       | Président de la République                                                               | Emmanuel Macron              | 14 mai 2017       |
| Polynésie française                                                              | Collectivité d'outre-mer français                       | Haut-Commissaire                                                                         | Dominique Sorain             | 8 août 2019       |
| Polynésie française                                                              | Collectivité d'outre-mer français                       | Président                                                                                | Édouard Fritch               | 12 septembre 2014 |
| La Réunion                                                                       | Département et région d'outre-mer français              | Président de la République                                                               | Emmanuel Macron              | 14 mai 2017       |
| La Réunion                                                                       | Département et région d'outre-mer français              | Préfet                                                                                   | Jacques Billant              | 17 juin 2019      |
| La Réunion                                                                       | Département et région d'outre-mer français              | Président du Conseil Régional                                                            | Didier Robert                | 26 mars 2011      |
| La Réunion                                                                       | Département et région d'outre-mer français              | Présidente du Conseil Départemental                                                      | Cyrille Melchior             | 18 décembre 2017  |
| Saint-Barthélemy                                                                 | Collectivité d'outre-mer française                      | Président de la République                                                               | Emmanuel Macron              | 14 mai 2017       |
| Saint-Barthélemy                                                                 | Collectivité d'outre-mer française                      | Préfets (successifs)                                                                     | Alexandre Rochatte           | 10 août 2020      |
| Saint-Barthélemy                                                                 | Collectivité d'outre-mer française                      | Préfets (successifs)                                                                     | Virginie Klès (intérim)      | 8 juillet 2020    |
| Saint-Barthélemy                                                                 | Collectivité d'outre-mer française                      | Préfets (successifs)                                                                     | Philippe Gustin              | 28 mai 2018       |
| Saint-Barthélemy                                                                 | Collectivité d'outre-mer française                      | Préfets délégués (successifs)                                                            | Serge Gouteyron              | 15 décembre 2020  |
| Saint-Barthélemy                                                                 | Collectivité d'outre-mer française                      | Préfets délégués (successifs)                                                            | Mikaël Doré (intérim)        | 4 décembre 2020   |
| Saint-Barthélemy                                                                 | Collectivité d'outre-mer française                      | Préfets délégués (successifs)                                                            | Sylvie Feucher               | 9 juillet 2018    |
| Saint-Barthélemy                                                                 | Collectivité d'outre-mer française                      | Président du Conseil territorial                                                         | Bruno Magras                 | 15 juillet 2007   |
| Saint-Martin                                                                     | Collectivité d'outre-mer française                      | Président de la République                                                               | Emmanuel Macron              | 14 mai 2017       |
| Saint-Martin                                                                     | Collectivité d'outre-mer française                      | Préfets (successifs)                                                                     | Alexandre Rochatte           | 10 août 2020      |
| Saint-Martin                                                                     | Collectivité d'outre-mer française                      | Préfets (successifs)                                                                     | Virginie Klès (intérim)      | 8 juillet 2020    |
| Saint-Martin                                                                     | Collectivité d'outre-mer française                      | Préfets (successifs)                                                                     | Philippe Gustin              | 28 mai 2018       |
| Saint-Martin                                                                     | Collectivité d'outre-mer française                      | Préfets délégués (successifs)                                                            | Serge Gouteyron              | 15 décembre 2020  |
| Saint-Martin                                                                     | Collectivité d'outre-mer française                      | Préfets délégués (successifs)                                                            | Mikaël Doré (intérim)        | 4 décembre 2020   |
| Saint-Martin                                                                     | Collectivité d'outre-mer française                      | Préfets délégués (successifs)                                                            | Sylvie Feucher               | 9 juillet 2018    |
| Saint-Martin                                                                     | Collectivité d'outre-mer française                      | Président du Conseil territorial                                                         | Daniel Gibbs                 | 2 avril 2017      |
| Saint-Pierre-et-Miquelon                                                         | Collectivité d'outre-mer française                      | Président de la République                                                               | Emmanuel Macron              | 14 mai 2017       |
| Saint-Pierre-et-Miquelon                                                         | Collectivité d'outre-mer française                      | Préfet                                                                                   | Thierry Devimeux             | 17 janvier 2017   |
| Saint-Pierre-et-Miquelon                                                         | Collectivité d'outre-mer française                      | Présidents du Conseil territorial (successifs)                                           | Bernard Briand               | 13 décembre 2020  |
| Saint-Pierre-et-Miquelon                                                         | Collectivité d'outre-mer française                      | Présidents du Conseil territorial (successifs)                                           | Stéphane Lenormand           | 25 octobre 2017   |
| Terres australes et antarctiques françaises                                      | Territoire d'outre-mer français                         | Président de la République                                                               | Emmanuel Macron              | 14 mai 2017       |
| Terres australes et antarctiques françaises                                      | Territoire d'outre-mer français                         | Préfets administrateurs supérieurs (successifs)                                          | Charles Giusti               | 12 octobre 2020   |
| Terres australes et antarctiques françaises                                      | Territoire d'outre-mer français                         | Préfets administrateurs supérieurs (successifs)                                          | Thierry Dousset (intérim)    | 17 septembre 2020 |
| Terres australes et antarctiques françaises                                      | Territoire d'outre-mer français                         | Préfets administrateurs supérieurs (successifs)                                          | Évelyne Decorps              | 18 novembre 2018  |
| Wallis-et-Futuna                                                                 | Collectivité d'outre-mer française                      | Président de la République                                                               | Emmanuel Macron              | 14 mai 2017       |
| Wallis-et-Futuna                                                                 | Collectivité d'outre-mer française                      | Administrateurs supérieurs (successifs)                                                  | Christophe Lotigié (intérim) | 21 décembre 2020  |
| Wallis-et-Futuna                                                                 | Collectivité d'outre-mer française                      | Administrateurs supérieurs (successifs)                                                  | Thierry Queffelec            | 10 janvier 2019   |
| Wallis-et-Futuna                                                                 | Collectivité d'outre-mer française                      | Présidents de l'Assemblée territoriale (successifs)                                      | Nivaleta Iloai               | 26 novembre 2020  |
| Wallis-et-Futuna                                                                 | Collectivité d'outre-mer française                      | Présidents de l'Assemblée territoriale (successifs)                                      | Atoloto Kolokilagi           | 26 novembre 2019  |

## Territoires britanniques d'outre-mer et dépendances de la Couronne britannique
Un Territoire britannique d'outre-mer (en anglais, United Kingdom Overseas Territory, anciennement appelé Dependent Territory et plus tôt encore une colonie de la Couronne Crown colony) est l'un des 14 territoires qui trouve sous la souveraineté et le contrôle formel du Royaume-Uni mais qui n'est pas une partie du Royaume proprement dit (Grande-Bretagne et Irlande du Nord). Ils sont les vestiges de l'Empire britannique qui n'ont pas accédé à l'indépendance ou qui ont voté pour rester territoires britanniques.
Une Dépendance de la Couronne (en anglais Crown dependency) désigne les territoires qui sont possession de la Couronne britannique sans pour autant être rattachés au Royaume-Uni (et donc à l’Union européenne), au contraire des territoires britanniques d’outre-mer.
| Territoire                                                                          | Statut | Fonction                                                                        | Nom                          | Depuis le         |
| ----------------------------------------------------------------------------------- | --- | ------------------------------------------------------------------------------- | ---------------------------- | ----------------- |
| Akrotiri et Dhekelia                                                                | Base militaire souveraine                                                                                     | Reine                                                                           | Élisabeth II                 | 6 février 1952    |
| Akrotiri et Dhekelia                                                                | Base militaire souveraine                                                                                     | Administrateur                                                                  | Rob Thomson                  | 26 septembre 2019 |
| Anguilla                                                                            | Territoire britannique d'outre-mer                                                                            | Reine                                                                           | Élisabeth II                 | 29 février 1952   |
| Anguilla                                                                            | Territoire britannique d'outre-mer                                                                            | Gouverneurs (successifs)                                                        | Perin Bradley (intérim)      | 30 décembre 2020  |
| Anguilla                                                                            | Territoire britannique d'outre-mer                                                                            | Gouverneurs (successifs)                                                        | Tim Foy                      | 21 août 2017      |
| Anguilla                                                                            | Territoire britannique d'outre-mer                                                                            | Vice-gouverneur                                                                 | Perin Bradley                | juillet 2015      |
| Anguilla                                                                            | Territoire britannique d'outre-mer                                                                            | Premiers (successifs)                                                           | Ellis Webster                | 30 juin 2020      |
| Anguilla                                                                            | Territoire britannique d'outre-mer                                                                            | Premiers (successifs)                                                           | Victor Banks                 | 14 mai 2019       |
| Territoire antarctique britannique (British Antarctic Territory - BAT)              | Territoire britannique d'outre-mer Régi par le Traité de l'Antarctique ; contesté par l'Argentine et le Chili | Reine                                                                           | Élisabeth II                 | 6 février 1952    |
| Territoire antarctique britannique (British Antarctic Territory - BAT)              | Territoire britannique d'outre-mer Régi par le Traité de l'Antarctique ; contesté par l'Argentine et le Chili | Commissaire                                                                     | Ben Merrick                  | août 2017         |
| Territoire antarctique britannique (British Antarctic Territory - BAT)              | Territoire britannique d'outre-mer Régi par le Traité de l'Antarctique ; contesté par l'Argentine et le Chili | Administrateur                                                                  | Stuart Doubleday             | 2016              |
| Ascension                                                                           | Dépendance de Sainte-Hélène, Ascension et Tristan da Cunha                                                    | Gouverneur de Sainte-Hélène, Ascension et Tristan da Cunha                      | Philip Rushbrook             | 11 mai 2019       |
| Ascension                                                                           | Dépendance de Sainte-Hélène, Ascension et Tristan da Cunha                                                    | Administrateurs de l'Île de l'Ascension (successifs)                            | Xander Halliwell (intérim)   | 13 décembre 2020  |
| Ascension                                                                           | Dépendance de Sainte-Hélène, Ascension et Tristan da Cunha                                                    | Administrateurs de l'Île de l'Ascension (successifs)                            | Sean Burns                   | 15 mars 2020      |
| Ascension                                                                           | Dépendance de Sainte-Hélène, Ascension et Tristan da Cunha                                                    | Administrateurs de l'Île de l'Ascension (successifs)                            | Steven Chandler              | 13 mars 2019      |
| Aurigny                                                                             | Dépendance de Guernesey                                                                                       | Lieutenant-gouverneu de Guernesey                                               | Ian Corder                   | 14 mars 2016      |
| Aurigny                                                                             | Dépendance de Guernesey                                                                                       | Baillis de Guernesey (successifs)                                               | Richard McMahon              | 9 mai 2020        |
| Aurigny                                                                             | Dépendance de Guernesey                                                                                       | Baillis de Guernesey (successifs)                                               | Richard Collas               | 23 mars 2012      |
| Aurigny                                                                             | Dépendance de Guernesey                                                                                       | Présidents du Comité des politiques et des ressources de Guernesey (successifs) | Peter Ferbrache              | 16 octobre 2020   |
| Aurigny                                                                             | Dépendance de Guernesey                                                                                       | Présidents du Comité des politiques et des ressources de Guernesey (successifs) | Gavin St. Pier               | 6 mai 2016        |
| Aurigny                                                                             | Dépendance de Guernesey                                                                                       | Président des États (Chef du gouvernement)                                      | William Tate                 | 28 juin 2019      |
| Bermudes                                                                            | Territoire britannique d'outre-mer                                                                            | Reine                                                                           | Élisabeth II                 | 6 février 1952    |
| Bermudes                                                                            | Territoire britannique d'outre-mer                                                                            | Gouverneur (successifs)                                                         | Rena Lalgie                  | 14 décembre 2020  |
| Bermudes                                                                            | Territoire britannique d'outre-mer                                                                            | Gouverneur (successifs)                                                         | Alison Crocket (intérim)     | 12 décembre 2020  |
| Bermudes                                                                            | Territoire britannique d'outre-mer                                                                            | Gouverneur (successifs)                                                         | John Rankin                  | 5 décembre 2016   |
| Bermudes                                                                            | Territoire britannique d'outre-mer                                                                            | Premier ministre                                                                | David Burt                   | 19 juillet 2017   |
| Brecqhou                                                                            | Dépendance de Guernesey                                                                                       | Lieutenant-gouverneur de Guernesey                                              | Ian Corder                   | 4 mars 2016       |
| Brecqhou                                                                            | Dépendance de Guernesey                                                                                       | Baillis de Guernesey (successifs)                                               | Richard McMahon              | 9 mai 2020        |
| Brecqhou                                                                            | Dépendance de Guernesey                                                                                       | Baillis de Guernesey (successifs)                                               | Richard Collas               | 23 mars 2012      |
| Brecqhou                                                                            | Dépendance de Guernesey                                                                                       | Présidents du Comité des politiques et des ressources de Guernesey (successifs) | Peter Ferbrache              | 16 octobre 2020   |
| Brecqhou                                                                            | Dépendance de Guernesey                                                                                       | Présidents du Comité des politiques et des ressources de Guernesey (successifs) | Gavin St. Pier               | 6 mai 2016        |
| Brecqhou                                                                            | Dépendance de Guernesey                                                                                       | Tenant                                                                          | David Barclay                | 1993              |
| Caïmans (îles)                                                                      | Territoire britannique d'outre-mer                                                                            | Reine                                                                           | Élisabeth II                 | 6 février 1952    |
| Caïmans (îles)                                                                      | Territoire britannique d'outre-mer                                                                            | Gouverneur                                                                      | Martyn Roper                 | 29 octobre 2018   |
| Caïmans (îles)                                                                      | Territoire britannique d'outre-mer                                                                            | Premier                                                                         | Alden McLaughlin             | 29 mai 2013       |
| Caïmans (îles)                                                                      | Territoire britannique d'outre-mer                                                                            | Vice-premier                                                                    | Moses Kirkconnell            | 29 mai 2013       |
| Falkland (îles) (alias îles Malouines)                                              | Territoire britannique d'outre-mer                                                                            | Reine                                                                           | Élisabeth II                 | 6 février 1952    |
| Falkland (îles) (alias îles Malouines)                                              | Territoire britannique d'outre-mer                                                                            | Gouverneur                                                                      | Nigel Phillips               | 12 septembre 2017 |
| Falkland (îles) (alias îles Malouines)                                              | Territoire britannique d'outre-mer                                                                            | Premier ministre                                                                | Barry Rowland                | 6 octobre 2016    |
| Géorgie du Sud-et-les îles Sandwich du Sud                                          | Territoire britannique d'outre-mer (revendiqué par l'Argentine)                                               | Reine                                                                           | Élisabeth II                 | 6 février 1952    |
| Géorgie du Sud-et-les îles Sandwich du Sud                                          | Territoire britannique d'outre-mer (revendiqué par l'Argentine)                                               | Commissaire                                                                     | Nigel Phillips               | 12 septembre 2017 |
| Gibraltar                                                                           | Territoire britannique d'outre-mer                                                                            | Reine                                                                           | Élisabeth II                 | 6 février 1952    |
| Gibraltar                                                                           | Territoire britannique d'outre-mer                                                                            | Gouverneurs (successifs)                                                        | David Steel                  | 11 juin 2020      |
| Gibraltar                                                                           | Territoire britannique d'outre-mer                                                                            | Gouverneurs (successifs)                                                        | Nick Pyle (intérim)          | 18 février 2020   |
| Gibraltar                                                                           | Territoire britannique d'outre-mer                                                                            | Gouverneurs (successifs)                                                        | Edward Davis                 | 19 janvier 2016   |
| Gibraltar                                                                           | Territoire britannique d'outre-mer                                                                            | Premier ministre                                                                | Fabian Picardo               | 9 décembre 2011   |
| Guernesey                                                                           | Dépendance de la Couronne britannique                                                                         | La Reine, Duc de Normandie                                                      | Élisabeth II                 | 6 février 1952    |
| Guernesey                                                                           | Dépendance de la Couronne britannique                                                                         | Lieutenant-gouverneur                                                           | Ian Corder                   | 4 mars 2016       |
| Guernesey                                                                           | Dépendance de la Couronne britannique                                                                         | Baillis (successifs)                                                            | Richard McMahon              | 9 mai 2020        |
| Guernesey                                                                           | Dépendance de la Couronne britannique                                                                         | Baillis (successifs)                                                            | Richard Collas               | 23 mars 2012      |
| Guernesey                                                                           | Dépendance de la Couronne britannique                                                                         | Présidents du Comité des politiques et des ressources de Guernesey (successifs) | Peter Ferbrache              | 16 octobre 2020   |
| Guernesey                                                                           | Dépendance de la Couronne britannique                                                                         | Présidents du Comité des politiques et des ressources de Guernesey (successifs) | Gavin St. Pier               | 6 mai 2016        |
| Herm                                                                                | Dépendance de Guernesey                                                                                       | Lieutenant-gouverneur de Guernesey                                              | Ian Corder                   | 4 mars 2016       |
| Herm                                                                                | Dépendance de Guernesey                                                                                       | Baillis de Guernesey (successifs)                                               | Richard McMahon              | 9 mai 2020        |
| Herm                                                                                | Dépendance de Guernesey                                                                                       | Baillis de Guernesey (successifs)                                               | Richard Collas               | 23 mars 2012      |
| Herm                                                                                | Dépendance de Guernesey                                                                                       | Présidents du Comité des politiques et des ressources de Guernesey (successifs) | Peter Ferbrache              | 16 octobre 2020   |
| Herm                                                                                | Dépendance de Guernesey                                                                                       | Présidents du Comité des politiques et des ressources de Guernesey (successifs) | Gavin St. Pier               | 6 mai 2016        |
| Herm                                                                                | Dépendance de Guernesey                                                                                       | Tenant                                                                          | John Singer                  | 1er octobre 2008  |
| Jersey                                                                              | Dépendance de la Couronne britannique                                                                         | La Reine, Duc de Normandie                                                      | Élisabeth II                 | 6 février 1952    |
| Jersey                                                                              | Dépendance de la Couronne britannique                                                                         | Lieutenant-gouverneur                                                           | Stephen Dalton               | 26 septembre 2011 |
| Jersey                                                                              | Dépendance de la Couronne britannique                                                                         | Bailli                                                                          | Tim Le Cocq                  | 12 octobre 2019   |
| Jersey                                                                              | Dépendance de la Couronne britannique                                                                         | Premier ministre                                                                | John Le Fondré Jr            | 4 juin 2018       |
| Jéthou                                                                              | Dépendance de Guernesey                                                                                       | Lieutenant-gouverneur de Guernesey                                              | Ian Corder                   | 4 mars 2016       |
| Jéthou                                                                              | Dépendance de Guernesey                                                                                       | Baillis de Guernesey (successifs)                                               | Richard McMahon              | 9 mai 2020        |
| Jéthou                                                                              | Dépendance de Guernesey                                                                                       | Baillis de Guernesey (successifs)                                               | Richard Collas               | 23 mars 2012      |
| Jéthou                                                                              | Dépendance de Guernesey                                                                                       | Présidents du Comité des politiques et des ressources de Guernesey (successifs) | Peter Ferbrache              | 16 octobre 2020   |
| Jéthou                                                                              | Dépendance de Guernesey                                                                                       | Présidents du Comité des politiques et des ressources de Guernesey (successifs) | Gavin St. Pier               | 6 mai 2016        |
| Jéthou                                                                              | Dépendance de Guernesey                                                                                       | Subtenant                                                                       | Peter Ogden                  | 1994              |
| Man (île de)                                                                        | Dépendance de la Couronne britannique                                                                         | La Reine, Seigneur de Man                                                       | Élisabeth II                 | 6 février 1952    |
| Man (île de)                                                                        | Lieutenant-gouverneur                                                                                         | sir Richard Gozney                                                              | 27 mai 2016                  |                   |
| Man (île de)                                                                        | Premier deemster                                                                                              | Andrew Corlett                                                                  | 10 juillet 2018              |                   |
| Man (île de)                                                                        | Premier ministre                                                                                              | Howard Quayle                                                                   | 11 octobre 2011              |                   |
| Montserrat                                                                          | Territoire britannique d'outre-mer                                                                            | Reine                                                                           | Élisabeth II                 | 6 février 1952    |
| Montserrat                                                                          | Territoire britannique d'outre-mer                                                                            | Gouverneur                                                                      | Andrew Pearce                | 1er février 2018  |
| Montserrat                                                                          | Territoire britannique d'outre-mer                                                                            | Premier ministre                                                                | Easton Taylor-Farrell        | 19 novembre 2019  |
| Océan Indien (Territoire britannique de l') (British Indian Ocean Territory - BIOT) | Territoire britannique d'outre-mer                                                                            | Reine                                                                           | Élisabeth II                 | 6 février 1952    |
| Océan Indien (Territoire britannique de l') (British Indian Ocean Territory - BIOT) | Territoire britannique d'outre-mer                                                                            | Commissaire                                                                     | Ben Merrick                  | août 2017         |
| Océan Indien (Territoire britannique de l') (British Indian Ocean Territory - BIOT) | Territoire britannique d'outre-mer                                                                            | Administratrateurs (successifs)                                                 | Kit Pyman                    | Janvier 2020      |
| Océan Indien (Territoire britannique de l') (British Indian Ocean Territory - BIOT) | Territoire britannique d'outre-mer                                                                            | Administratrateurs (successifs)                                                 | Linsey Billing               | juillet 2017      |
| Océan Indien (Territoire britannique de l') (British Indian Ocean Territory - BIOT) | Territoire britannique d'outre-mer                                                                            | Représentante du commissaire                                                    | Kay Burbidge                 | 19 avril 2019     |
| Pitcairn (îles)                                                                     | Territoire britannique d'outre-mer                                                                            | Reine                                                                           | Élisabeth II                 | 6 février 1952    |
| Pitcairn (îles)                                                                     | Territoire britannique d'outre-mer                                                                            | Gouverneure                                                                     | Laura Clarke                 | 23 janvier 2018   |
| Pitcairn (îles)                                                                     | Territoire britannique d'outre-mer                                                                            | Maire                                                                           | Charlene Warren-Peu          | 1er janvier 2020  |
| Rockall (Écosse)                                                                    | Îlot inhabité et isolé rattaché au Conseil unitaire Hébrides extérieures                                      | Secrétaire d'État pour l'Écosse                                                 | David Mundell                | 11 mai 2015       |
| Rockall (Écosse)                                                                    | Îlot inhabité et isolé rattaché au Conseil unitaire Hébrides extérieures                                      | Premier ministre d'Écosse                                                       | Nicola Sturgeon              | 19 novembre 2014  |
| Rockall (Écosse)                                                                    | Îlot inhabité et isolé rattaché au Conseil unitaire Hébrides extérieures                                      | Président du Conseil des Hébrides Extérieures                                   | Norman A Macdonald           | 10 mai 2012       |
| Sainte-Hélène, Ascension et Tristan da Cunha                                        | Territoire britannique d'outre-mer                                                                            | Reine                                                                           | Élisabeth II                 | 6 février 1952    |
| Sainte-Hélène, Ascension et Tristan da Cunha                                        | Territoire britannique d'outre-mer                                                                            | Gouverneur                                                                      | Philip Rushbrook             | 11 mai 2019       |
| Sercq                                                                               | Dépendance de Guernesey                                                                                       | Lieutenant-gouverneur de Guernesey                                              | Ian Corder                   | 4 mars 2016       |
| Sercq                                                                               | Dépendance de Guernesey                                                                                       | Baillis de Guernesey (successifs)                                               | Richard McMahon              | 9 mai 2020        |
| Sercq                                                                               | Dépendance de Guernesey                                                                                       | Baillis de Guernesey (successifs)                                               | Richard Collas               | 23 mars 2012      |
| Sercq                                                                               | Dépendance de Guernesey                                                                                       | Présidents du Comité des politiques et des ressources de Guernesey (successifs) | Peter Ferbrache              | 16 octobre 2020   |
| Sercq                                                                               | Dépendance de Guernesey                                                                                       | Présidents du Comité des politiques et des ressources de Guernesey (successifs) | Gavin St. Pier               | 6 mai 2016        |
| Sercq                                                                               | Dépendance de Guernesey                                                                                       | Seigneur                                                                        | Christopher Beaumont         | 3 juillet 2016    |
| Tristan da Cunha                                                                    | Dépendance de Sainte-Hélène, Ascension et Tristan da Cunha                                                    | Gouverneur de Sainte-Hélène, Ascension et Tristan da Cunha                      | Philip Rushbrook             | 11 mai 2019       |
| Tristan da Cunha                                                                    | Dépendance de Sainte-Hélène, Ascension et Tristan da Cunha                                                    | Administrateurs (successifs)                                                    | Steve Townsend               | 31 octobre 2020   |
| Tristan da Cunha                                                                    | Dépendance de Sainte-Hélène, Ascension et Tristan da Cunha                                                    | Administrateurs (successifs)                                                    | Fiona Kilpatrick             | 31 juillet 2020   |
| Tristan da Cunha                                                                    | Dépendance de Sainte-Hélène, Ascension et Tristan da Cunha                                                    | Administrateurs (successifs)                                                    | Steve Townsend               | 30 avril 2020     |
| Tristan da Cunha                                                                    | Dépendance de Sainte-Hélène, Ascension et Tristan da Cunha                                                    | Administrateurs (successifs)                                                    | Fiona Kilpatrick             | 24 janvier 2020   |
| Tristan da Cunha                                                                    | Dépendance de Sainte-Hélène, Ascension et Tristan da Cunha                                                    | Sean Burns                                                                      | 30 novembre 2016             |                   |
| Turques-et-Caïques (îles)                                                           | Territoire britannique d'outre-mer                                                                            | Reine                                                                           | Élisabeth II                 | 6 février 1952    |
| Turques-et-Caïques (îles)                                                           | Territoire britannique d'outre-mer                                                                            | Gouverneurs                                                                     | Nigel Dakin                  | 15 juillet 2019   |
| Turques-et-Caïques (îles)                                                           | Territoire britannique d'outre-mer                                                                            | Premier ministre                                                                | Sharlene Cartwright-Robinson | 20 décembre 2016  |
| Vierges (îles britanniques)                                                         | Territoire britannique d'outre-mer                                                                            | Reine                                                                           | Élisabeth II                 | 6 février 1952    |
| Vierges (îles britanniques)                                                         | Territoire britannique d'outre-mer                                                                            | Gouverneur                                                                      | Gus Jaspert                  | 22 août 2017      |
| Vierges (îles britanniques)                                                         | Territoire britannique d'outre-mer                                                                            | Vice-gouverneure                                                                | Rosalie Adams                | 15 août 2016      |
| Vierges (îles britanniques)                                                         | Territoire britannique d'outre-mer                                                                            | Premier ministre                                                                | Andrew Fahie                 | 23 février 2019   |

## Territoires spéciaux des États-Unis
| Territoires                                                                                                | Souveraineté & statut                                                                           | Fonction                             | Nom                        | Depuis le         |
| --- | ----------------------------------------------------------------------------------------------- | ------------------------------------ | -------------------------- | ----------------- |
| Île Baker (Pacific Remote Islands Marine National Monument, Île mineure éloignée des États-Unis)           | États-Unis (Territoire non incorporé, non organisé, inhabité)                                   | Président                            | Donald Trump               | 20 janvier 2017   |
| Île Baker (Pacific Remote Islands Marine National Monument, Île mineure éloignée des États-Unis)           | États-Unis (Territoire non incorporé, non organisé, inhabité)                                   | Directrices de la USFWS (successifs) | Aurelia Skipwith           | 6 janvier 2020    |
| Île Baker (Pacific Remote Islands Marine National Monument, Île mineure éloignée des États-Unis)           | États-Unis (Territoire non incorporé, non organisé, inhabité)                                   | Directrices de la USFWS (successifs) | Margaret Everson (intérim) | 12 novembre 2018  |
| Guam | États-Unis (Territoire non incorporé, organisé)                                                 | Président                            | Donald Trump               | 20 janvier 2017   |
| Guam | États-Unis (Territoire non incorporé, organisé)                                                 | Gouverneur                           | Lou Leon Guerrero          | 7 janvier 2019    |
| Guantanamo Bay                                                                                             | États-Unis (Base militaire louée aux États-Unis)                                                | Commandant de la base                | John A. Fischer            | 21 juin 2018      |
| Île Howland (Pacific Remote Islands Marine National Monument, Île mineure éloignée des États-Unis)         | États-Unis (Territoire non incorporé, non organisé, inhabité)                                   | Président                            | Donald Trump               | 20 janvier 2017   |
| Île Howland (Pacific Remote Islands Marine National Monument, Île mineure éloignée des États-Unis)         | États-Unis (Territoire non incorporé, non organisé, inhabité)                                   | Directrices de la USFWS (successifs) | Aurelia Skipwith           | 6 janvier 2020    |
| Île Howland (Pacific Remote Islands Marine National Monument, Île mineure éloignée des États-Unis)         | États-Unis (Territoire non incorporé, non organisé, inhabité)                                   | Directrices de la USFWS (successifs) | Margaret Everson (intérim) | 12 novembre 2018  |
| Île Jarvis (Pacific Remote Islands Marine National Monument, Île mineure éloignée des États-Unis)          | États-Unis (Territoire non incorporé, non organisé, inhabité)                                   | Président                            | Donald Trump               | 1er juillet 2011  |
| Île Jarvis (Pacific Remote Islands Marine National Monument, Île mineure éloignée des États-Unis)          | États-Unis (Territoire non incorporé, non organisé, inhabité)                                   | Directrices de la USFWS (successifs) | Aurelia Skipwith           | 6 janvier 2020    |
| Île Jarvis (Pacific Remote Islands Marine National Monument, Île mineure éloignée des États-Unis)          | États-Unis (Territoire non incorporé, non organisé, inhabité)                                   | Directrices de la USFWS (successifs) | Margaret Everson (intérim) | 12 novembre 2018  |
| Atoll Johnston (Pacific Remote Islands Marine National Monument, Île mineure éloignée des États-Unis)      | États-Unis (Territoire non incorporé, non organisé, inhabité)                                   | Présidents                           | Donald Trump               | 20 janvier 2017   |
| Atoll Johnston (Pacific Remote Islands Marine National Monument, Île mineure éloignée des États-Unis)      | États-Unis (Territoire non incorporé, non organisé, inhabité)                                   | Directrices de la USFWS (successifs) | Aurelia Skipwith           | 6 janvier 2020    |
| Atoll Johnston (Pacific Remote Islands Marine National Monument, Île mineure éloignée des États-Unis)      | États-Unis (Territoire non incorporé, non organisé, inhabité)                                   | Directrices de la USFWS (successifs) | Margaret Everson (intérim) | 12 novembre 2018  |
| Récif Kingman (Pacific Remote Islands Marine National Monument, Île mineure éloignée des États-Unis)       | États-Unis (Territoire non incorporé, non organisé, inhabité)                                   | Président                            | Donald Trump               | 20 janvier 2017   |
| Récif Kingman (Pacific Remote Islands Marine National Monument, Île mineure éloignée des États-Unis)       | États-Unis (Territoire non incorporé, non organisé, inhabité)                                   | Directrices de la USFWS (successifs) | Aurelia Skipwith           | 6 janvier 2020    |
| Récif Kingman (Pacific Remote Islands Marine National Monument, Île mineure éloignée des États-Unis)       | États-Unis (Territoire non incorporé, non organisé, inhabité)                                   | Directrices de la USFWS (successifs) | Margaret Everson (intérim) | 12 novembre 2018  |
| Mariannes du Nord (îles)                                                                                   | États-Unis (État libre associé, non incorporé, organisé)                                        | Président                            | Donald Trump               | 20 janvier 2017   |
| Mariannes du Nord (îles)                                                                                   | États-Unis (État libre associé, non incorporé, organisé)                                        | Gouverneur                           | Ralph Torres               | 29 décembre 2015  |
| Mariannes du Nord (îles)                                                                                   | États-Unis (État libre associé, non incorporé, organisé)                                        | Lieutenant gouverneur                | Arnold Palacios            | 14 janvier 2019   |
| Midway (îles) (Pacific Remote Islands Marine National Monument, Île mineure éloignée des États-Unis)       | États-Unis (Territoire non incorporé, non organisé, inhabité)                                   | Président                            | Donald Trump               | 20 janvier 2017   |
| Midway (îles) (Pacific Remote Islands Marine National Monument, Île mineure éloignée des États-Unis)       | États-Unis (Territoire non incorporé, non organisé, inhabité)                                   | Directrices de la USFWS (successifs) | Aurelia Skipwith           | 6 janvier 2020    |
| Midway (îles) (Pacific Remote Islands Marine National Monument, Île mineure éloignée des États-Unis)       | États-Unis (Territoire non incorporé, non organisé, inhabité)                                   | Directrices de la USFWS (successifs) | Margaret Everson (intérim) | 12 novembre 2018  |
| Navasse (Île de la) (Pacific Remote Islands Marine National Monument, Île mineure éloignée des États-Unis) | États-Unis (Territoire non incorporé, non organisé, inhabité, revendiqué par Haïti)             | Président                            | Donald Trump               | 20 janvier 2017   |
| Navasse (Île de la) (Pacific Remote Islands Marine National Monument, Île mineure éloignée des États-Unis) | États-Unis (Territoire non incorporé, non organisé, inhabité, revendiqué par Haïti)             | Directrices de la USFWS (successifs) | Aurelia Skipwith           | 6 janvier 2020    |
| Navasse (Île de la) (Pacific Remote Islands Marine National Monument, Île mineure éloignée des États-Unis) | États-Unis (Territoire non incorporé, non organisé, inhabité, revendiqué par Haïti)             | Directrices de la USFWS (successifs) | Margaret Everson (intérim) | 12 novembre 2018  |
| Atoll Palmyra (Pacific Remote Islands Marine National Monument, Île mineure éloignée des États-Unis)       | États-Unis (Territoire incorporé, non organisé)                                                 | Président                            | Donald Trump               | 20 janvier 2017   |
| Atoll Palmyra (Pacific Remote Islands Marine National Monument, Île mineure éloignée des États-Unis)       | États-Unis (Territoire incorporé, non organisé)                                                 | Directrices de la USFWS (successifs) | Aurelia Skipwith           | 6 janvier 2020    |
| Atoll Palmyra (Pacific Remote Islands Marine National Monument, Île mineure éloignée des États-Unis)       | États-Unis (Territoire incorporé, non organisé)                                                 | Directrices de la USFWS (successifs) | Margaret Everson (intérim) | 12 novembre 2018  |
| Atoll Palmyra (Pacific Remote Islands Marine National Monument, Île mineure éloignée des États-Unis)       | États-Unis (Territoire incorporé, non organisé)                                                 | Gestionnaire                         | Chad Wiggins               | 4 juin 2019       |
| Porto Rico                                                                                                 | États-Unis (État libre associé, non incorporé, organisé)                                        | Président                            | Donald Trump               | 20 janvier 2017   |
| Porto Rico                                                                                                 | États-Unis (État libre associé, non incorporé, organisé)                                        | Gouverneur                           | Wanda Vázquez Garced       | 7 août 2019       |
| Samoa américaines (îles)                                                                                   | États-Unis (Territoire non incorporé, non organisé)                                             | Président                            | Donald Trump               | 20 janvier 2017   |
| Samoa américaines (îles)                                                                                   | États-Unis (Territoire non incorporé, non organisé)                                             | Gouverneur                           | Lolo Matalasi Moliga       | 3 janvier 2012    |
| Vierges américaines (îles)                                                                                 | États-Unis (Territoire non incorporé, organisé)                                                 | Président                            | Donald Trump               | 20 janvier 2017   |
| Vierges américaines (îles)                                                                                 | États-Unis (Territoire non incorporé, organisé)                                                 | Gouverneur                           | Albert Bryan               | 7 janvier 2019    |
| Wake (atoll) (Pacific Remote Islands Marine National Monument, Île mineure éloignée des États-Unis)        | États-Unis (Territoire non incorporé, non organisé, inhabité, revendiqué par les Îles Marshall) | Président                            | Donald Trump               | 20 janvier 2017   |
| Wake (atoll) (Pacific Remote Islands Marine National Monument, Île mineure éloignée des États-Unis)        | États-Unis (Territoire non incorporé, non organisé, inhabité, revendiqué par les Îles Marshall) | Administrateur                       | Douglas Domenech           | 18 septembre 2017 |
| Wake (atoll) (Pacific Remote Islands Marine National Monument, Île mineure éloignée des États-Unis)        | États-Unis (Territoire non incorporé, non organisé, inhabité, revendiqué par les Îles Marshall) | Gouverneur                           | Thomas E. Ayres            | 18 février 2018   |

## Territoires extérieurs, intérieurs et associés de l'Australie
Les territoires sont classés par ordre alphabétique de la partie principale de leur nom.
| Territoires                                                                 | Souveraineté et statut                                                                                               | Fonction                                                                    | Nom                    | Depuis le        |
| --------------------------------------------------------------------------- | --- | --------------------------------------------------------------------------- | ---------------------- | ---------------- |
| Ashmore-et-Cartier (îles) (Ashmore and Cartier Islands)                     | Australie (Territoire extérieur)                                                                                     | Reine d'Australie                                                           | Élisabeth II           | 6 février 1952   |
| Ashmore-et-Cartier (îles) (Ashmore and Cartier Islands)                     | Australie (Territoire extérieur)                                                                                     | Gouverneur général                                                          | David Hurley           | 1er juillet 2019 |
| Ashmore-et-Cartier (îles) (Ashmore and Cartier Islands)                     | Australie (Territoire extérieur)                                                                                     | Ministre australien assistant pour le développement régional et territoires | Nola Marino            | 29 mai 2019      |
| Christmas (île) (Christmas Island)                                          | Australie (Territoire extérieur)                                                                                     | Reine d'Australie                                                           | Élisabeth II           | 6 février 1952   |
| Christmas (île) (Christmas Island)                                          | Australie (Territoire extérieur)                                                                                     | Gouverneur général                                                          | David Hurley           | 1er juillet 2019 |
| Christmas (île) (Christmas Island)                                          | Australie (Territoire extérieur)                                                                                     | Administratrice                                                             | Natasha Griggs         | 5 octobre 2017   |
| Christmas (île) (Christmas Island)                                          | Australie (Territoire extérieur)                                                                                     | Président du comté                                                          | Gordon Thomson         | 21 octobre 2013  |
| Cocos (îles) (Cocos (Keeling) Islands)                                      | Australie (Territoire extérieur)                                                                                     | Reine d'Australie                                                           | Élisabeth II           | 6 février 1952   |
| Cocos (îles) (Cocos (Keeling) Islands)                                      | Australie (Territoire extérieur)                                                                                     | Gouverneur général                                                          | David Hurley           | 1er juillet 2019 |
| Cocos (îles) (Cocos (Keeling) Islands)                                      | Australie (Territoire extérieur)                                                                                     | Administratrice                                                             | Natasha Griggs         | 5 octobre 2017   |
| Cocos (îles) (Cocos (Keeling) Islands)                                      | Australie (Territoire extérieur)                                                                                     | Président du comté                                                          | Aindil Minkom          | 23 octobre 2019  |
| Corail (îles de la mer de) (Coral Sea Islands)                              | Australie (Territoire extérieur)                                                                                     | Reine d'Australie                                                           | Élisabeth II           | 6 février 1952   |
| Corail (îles de la mer de) (Coral Sea Islands)                              | Australie (Territoire extérieur)                                                                                     | Gouverneur général                                                          | David Hurley           | 1er juillet 2019 |
| Corail (îles de la mer de) (Coral Sea Islands)                              | Australie (Territoire extérieur)                                                                                     | Ministre australien assistant pour le développement régional et territoires | Nola Marino            | 29 mai 2019      |
| Heard-et-MacDonald (îles) (Heard and MacDonald Islands)                     | Australie (Territoire extérieur)                                                                                     | Reine d'Australie                                                           | Élisabeth II           | 6 février 1952   |
| Heard-et-MacDonald (îles) (Heard and MacDonald Islands)                     | Australie (Territoire extérieur)                                                                                     | Gouverneur général                                                          | David Hurley           | 1er juillet 2019 |
| Heard-et-MacDonald (îles) (Heard and MacDonald Islands)                     | Australie (Territoire extérieur)                                                                                     | Directeur du Département australien de l'Antarctique                        | Kim Ellis              | 6 avril 2019     |
| Lord Howe (île)                                                             | Nouvelle-Galles du Sud (Zone non incorporée avec auto-gouvernance de l'État Nouvelle-Galles du Sud)                  | Gouverneur de Nouvelle-Galles-du-Sud                                        | David Hurley           | 2 octobre 2014   |
| Lord Howe (île)                                                             | Nouvelle-Galles du Sud (Zone non incorporée avec auto-gouvernance de l'État Nouvelle-Galles du Sud)                  | Premier ministre de la Nouvelle-Galles du Sud                               | Gladys Berejiklian     | 23 janvier 2017  |
| Lord Howe (île)                                                             | Nouvelle-Galles du Sud (Zone non incorporée avec auto-gouvernance de l'État Nouvelle-Galles du Sud)                  | Présidente du Conseil de Lord Howe Island                                   | Anissa Levy            | 15 juillet 2019  |
| Macquarie (île)                                                             | Tasmanie (Îlot inhabité et isolé rattaché à la zone de gouvernement local Huon Valley Council de l'État de Tasmanie) | Gouverneur de Tasmanie                                                      | Kate Warner            | 10 décembre 2014 |
| Macquarie (île)                                                             | Tasmanie (Îlot inhabité et isolé rattaché à la zone de gouvernement local Huon Valley Council de l'État de Tasmanie) | Premier ministre de Tasmanie                                                | Will Hodgman           | 24 mars 2014     |
| Macquarie (île)                                                             | Tasmanie (Îlot inhabité et isolé rattaché à la zone de gouvernement local Huon Valley Council de l'État de Tasmanie) | Maire de Huon Valley Council                                                | Bec Enders             | novembre 2018    |
| Macquarie (île)                                                             | Tasmanie (Îlot inhabité et isolé rattaché à la zone de gouvernement local Huon Valley Council de l'État de Tasmanie) | Directeur du Parks and Wildlife Service de Tasmanie                         | Jason Jacobi           | 9 janvier 2017   |
| Norfolk (île) (Norfolk Island)                                              | Australie (Territoire associé autogouverné)                                                                          | Reine d'Australie                                                           | Élisabeth II           | 6 février 1952   |
| Norfolk (île) (Norfolk Island)                                              | Australie (Territoire associé autogouverné)                                                                          | Gouverneur général                                                          | David Hurley           | 1er juillet 2019 |
| Norfolk (île) (Norfolk Island)                                              | Australie (Territoire associé autogouverné)                                                                          | Administrateur                                                              | Eric Hutchinson        | 1er avril 2017   |
| Norfolk (île) (Norfolk Island)                                              | Australie (Territoire associé autogouverné)                                                                          | Directeurs généraux (successifs)                                            | Andrew Roach           | 6 janvier 2020   |
| Norfolk (île) (Norfolk Island)                                              | Australie (Territoire associé autogouverné)                                                                          | Directeurs généraux (successifs)                                            | Bruce Taylor (intérim) | 21 août 2019     |
| Norfolk (île) (Norfolk Island)                                              | Australie (Territoire associé autogouverné)                                                                          | Maire                                                                       | Robin Adams            | 6 juillet 2016   |
| Territoire antarctique australien (Australian Antarctic Territory)          | Australie (Territoire extérieur)                                                                                     | Reine d'Australie                                                           | Élisabeth II           | 6 février 1952   |
| Territoire antarctique australien (Australian Antarctic Territory)          | Australie (Territoire extérieur)                                                                                     | Gouverneur général                                                          | David Hurley           | 1er juillet 2019 |
| Territoire antarctique australien (Australian Antarctic Territory)          | Australie (Territoire extérieur)                                                                                     | Directeur du Département australien de l'Antarctique                        | Kim Ellis              | 6 avril 2019     |
| Territoire de la capitale australienne (Australian Capital Territory – ACT) | Australie (Territoire intérieur)                                                                                     | Reine d'Australie                                                           | Élisabeth II           | 6 février 1952   |
| Territoire de la capitale australienne (Australian Capital Territory – ACT) | Australie (Territoire intérieur)                                                                                     | Gouverneur général                                                          | David Hurley           | 1er juillet 2019 |
| Territoire de la capitale australienne (Australian Capital Territory – ACT) | Australie (Territoire intérieur)                                                                                     | Administrateur                                                              | David Hurley           | 1er juillet 2019 |
| Territoire de la capitale australienne (Australian Capital Territory – ACT) | Australie (Territoire intérieur)                                                                                     | Ministre en chef du Territoire de la capitale australienne                  | Andrew Barr            | 11 décembre 2014 |
| Territoire de la baie de Jervis (Jervis Bay Territory – JBT)                | Australie (Territoire intérieur)                                                                                     | Reine d'Australie                                                           | Élisabeth II           | 6 février 1952   |
| Territoire de la baie de Jervis (Jervis Bay Territory – JBT)                | Australie (Territoire intérieur)                                                                                     | Gouverneur général                                                          | David Hurley           | 1er juillet 2019 |
| Territoire de la baie de Jervis (Jervis Bay Territory – JBT)                | Australie (Territoire intérieur)                                                                                     | Administrateur                                                              | Mark Coulton           | 9 mai 2019       |
| Territoire de la baie de Jervis (Jervis Bay Territory – JBT)                | Australie (Territoire intérieur)                                                                                     | Directrice de l'administration du Territoire de la baie de Jervis           | Luke Slattery          | 2018             |
| Territoire du Nord (Northern Territory – NT)                                | Australie (Territoire intérieur)                                                                                     | Reine d'Australie                                                           | Élisabeth II           | 6 février 1952   |
| Territoire du Nord (Northern Territory – NT)                                | Australie (Territoire intérieur)                                                                                     | Gouverneur général                                                          | David Hurley           | 1er juillet 2019 |
| Territoire du Nord (Northern Territory – NT)                                | Australie (Territoire intérieur)                                                                                     | Administrateurs                                                             | Vicki O'Halloran       | 11 octobre 2017  |
| Territoire du Nord (Northern Territory – NT)                                | Australie (Territoire intérieur)                                                                                     | Ministre en chef                                                            | Michael Gunner         | 31 août 2016     |
| Îles du détroit de Torres                                                   | Queensland (Territoire appartenant à l'État Queensland avec un statut spécial)                                       | Gouverneur du Queensland                                                    | Paul de Jersey         | 29 juillet 2014  |
| Îles du détroit de Torres                                                   | Queensland (Territoire appartenant à l'État Queensland avec un statut spécial)                                       | Premier ministre du Queensland                                              | Annastacia Palaszczuk  | 14 février 2015  |
| Îles du détroit de Torres                                                   | Queensland (Territoire appartenant à l'État Queensland avec un statut spécial)                                       | Président de l’autorité régionale (TSRA)                                    | Pedro Stephen Napau    | Octobre 2016     |

## Territoires spéciaux des Pays-Bas
| Territoires                  | Souveraineté & statut                                                                                    | Fonction                                                                         | Nom                   | Depuis le        |
| ---------------------------- | --- | -------------------------------------------------------------------------------- | --------------------- | ---------------- |
| Aruba                        | Pays-Bas (Pays constitutif du Royaume des Pays-Bas)                                                      | Roi                                                                              | Willem-Alexander      | 30 avril 2013    |
| Aruba                        | Pays-Bas (Pays constitutif du Royaume des Pays-Bas)                                                      | Gouverneur                                                                       | Alfonso Boekhoudt     | 1er janvier 2017 |
| Aruba                        | Pays-Bas (Pays constitutif du Royaume des Pays-Bas)                                                      | Ministre-président                                                               | Evelyn Wever-Croes    | 17 novembre 2017 |
| Bonaire                      | Pays-Bas (Commune néerlandaise à statut particulier, rattachée à la province de Hollande-Septentrionale) | Roi                                                                              | Willem-Alexander      | 30 avril 2013    |
| Bonaire                      | Pays-Bas (Commune néerlandaise à statut particulier, rattachée à la province de Hollande-Septentrionale) | Lieutenant-gouvernal                                                             | Edison Rijna          | 1er mars 2014    |
| Bonaire                      | Pays-Bas (Commune néerlandaise à statut particulier, rattachée à la province de Hollande-Septentrionale) | Représentant national pour les entités publiques Bonaire, Saba et Sint Eustatius | Jan Helmond (intérim) | 1er janvier 2018 |
| Curaçao                      | Pays-Bas (Pays constitutif du Royaume des Pays-Bas)                                                      | Roi                                                                              | Willem-Alexander      | 30 avril 2013    |
| Curaçao                      | Pays-Bas (Pays constitutif du Royaume des Pays-Bas)                                                      | Gouverneure                                                                      | Lucille George-Wout   | 4 novembre 2013  |
| Curaçao                      | Pays-Bas (Pays constitutif du Royaume des Pays-Bas)                                                      | Ministre-président                                                               | Eugene Rhuggenaath    | 29 mai 2017      |
| Saba                         | Pays-Bas (commune néerlandaise à statut particulier, rattachée à la province de Hollande-Septentrionale) | Roi                                                                              | Willem-Alexander      | 30 avril 2013    |
| Saba                         | Pays-Bas (commune néerlandaise à statut particulier, rattachée à la province de Hollande-Septentrionale) | Lieutenant-gouverneur                                                            | Jonathan G.A. Johnson | 2 juillet 2008   |
| Saba                         | Pays-Bas (commune néerlandaise à statut particulier, rattachée à la province de Hollande-Septentrionale) | Représentant national pour les entités publiques Bonaire, Saba et Sint Eustatius | Jan Helmond (intérim) | 1er janvier 2018 |
| Saint-Eustache               | Pays-Bas (Commune néerlandaise à statut particulier, rattachée à la province de Hollande-Septentrionale) | Roi                                                                              | Willem-Alexander      | 30 avril 2013    |
| Saint-Eustache               | Pays-Bas (Commune néerlandaise à statut particulier, rattachée à la province de Hollande-Septentrionale) | Commissaires du gouvernement (successifs)                                        | Marnix van Rij        | 15 février 2020  |
| Saint-Eustache               | Pays-Bas (Commune néerlandaise à statut particulier, rattachée à la province de Hollande-Septentrionale) | Commissaires du gouvernement (successifs)                                        | Mike Franco           | 7 février 2018   |
| Saint-Eustache               | Pays-Bas (Commune néerlandaise à statut particulier, rattachée à la province de Hollande-Septentrionale) | Représentant national pour les entités publiques Bonaire, Saba et Sint Eustatius | Jan Helmond (intérim) | 1er janvier 2018 |
| Saint-Martin ou Saint-Martin | Pays-Bas (Pays constitutif du Royaume des Pays-Bas)                                                      | Roi                                                                              | Willem-Alexander      | 30 avril 2013    |
| Saint-Martin ou Saint-Martin | Pays-Bas (Pays constitutif du Royaume des Pays-Bas)                                                      | Gouverneur                                                                       | Eugene Holiday        | 10 octobre 2010  |
| Saint-Martin ou Saint-Martin | Pays-Bas (Pays constitutif du Royaume des Pays-Bas)                                                      | Ministre-président                                                               | Silveria Jacobs       | 19 novembre 2019 |

## Dépendances et territoires spéciaux de Norvège
| Territoires et statut    | Partie de                                                | Fonction                                               | Nom               | Depuis le          |
| ------------------------ | -------------------------------------------------------- | ------------------------------------------------------ | ----------------- | ------------------ |
| Bouvet (île)             | Norvège (Dépendance inhabitée)                           | Roi de Norvège                                         | Harald V          | 17 janvier 1991    |
| Bouvet (île)             | Norvège (Dépendance inhabitée)                           | Directeur général du Département des affaires polaires | Øystein Mortensen | 2 octobre 2015     |
| Bouvet (île)             | Norvège (Dépendance inhabitée)                           | Directeur de l’IP                                      | Ole Arve Misund   | 1er septembre 2017 |
| Jan Mayen (Île)          | Norvège (Territoire administré par le comté de Nordland) | Roi de Norvège                                         | Harald V          | 17 janvier 1991    |
| Jan Mayen (Île)          | Norvège (Territoire administré par le comté de Nordland) | Gouverneur du Nordland                                 | Tom Cato Karlsen  | 1er janvier 2019   |
| Pierre-Ier (Île)         | Norvège (Dépendance inhabitée)                           | Roi de Norvège                                         | Harald V          | 17 janvier 1991    |
| Pierre-Ier (Île)         | Norvège (Dépendance inhabitée)                           | Directeur général du Département des affaires polaires | Øystein Mortensen | 2 octobre 2015     |
| Pierre-Ier (Île)         | Norvège (Dépendance inhabitée)                           | Directeur de l’IP                                      | Ole Arve Misund   | 1er septembre 2017 |
| Svalbard                 | Norvège (Territoire à souveraineté spéciale)             | Roi de Norvège                                         | Harald V          | 17 janvier 1991    |
| Svalbard                 | Norvège (Territoire à souveraineté spéciale)             | Gouverneure                                            | Kjerstin Askholt  | 10 octobre 2015    |
| Reine-Maud (Terre de la) | Norvège (Dépendance inhabitée)                           | Roi de Norvège                                         | Harald V          | 17 janvier 1991    |
| Reine-Maud (Terre de la) | Norvège (Dépendance inhabitée)                           | Directeur général du Département des affaires polaires | Øystein Mortensen | 2 octobre 2015     |
| Reine-Maud (Terre de la) | Norvège (Dépendance inhabitée)                           | Directeur de l’IP                                      | Ole Arve Misund   | 1er septembre 2017 |

## Dépendances et territoires spéciaux de Nouvelle-Zélande
| Territoires et statut                                         | Partie de        | Fonction                                                              | Nom                          | Depuis le         |
| ------------------------------------------------------------- | ---------------- | --------------------------------------------------------------------- | ---------------------------- | ----------------- |
| Cook (Îles) (État insulaire indépendant en libre association) | Nouvelle-Zélande | Reine                                                                 | Élisabeth II                 | 6 février 1952    |
| Cook (Îles) (État insulaire indépendant en libre association) | Nouvelle-Zélande | Représentant de la Reine                                              | Tom Marsters                 | 27 juillet 2013   |
| Cook (Îles) (État insulaire indépendant en libre association) | Nouvelle-Zélande | Hauts-commissaires, représentants de la Nouvelle-Zélande (successifs) | Tui Dewes                    | 24 septembre 2020 |
| Cook (Îles) (État insulaire indépendant en libre association) | Nouvelle-Zélande | Hauts-commissaires, représentants de la Nouvelle-Zélande (successifs) | Heléna Cook (intérimaire)    | 5 septembre 2020  |
| Cook (Îles) (État insulaire indépendant en libre association) | Nouvelle-Zélande | Hauts-commissaires, représentants de la Nouvelle-Zélande (successifs) | Rachel Bennett (intérimaire) | Décembre 2019     |
| Cook (Îles) (État insulaire indépendant en libre association) | Nouvelle-Zélande | Premiers ministres (successifs)                                       | Mark Brown                   | 30 septembre 2020 |
| Cook (Îles) (État insulaire indépendant en libre association) | Nouvelle-Zélande | Premiers ministres (successifs)                                       | Henry Puna                   | 30 novembre 2010  |
| Niue (État insulaire indépendant en libre association)        | Nouvelle-Zélande | Reine                                                                 | Élisabeth II                 | 6 février 1952    |
| Niue (État insulaire indépendant en libre association)        | Nouvelle-Zélande | Hauts commissaires (successifs)                                       | Helen Tunnah                 | 27 juillet 2020   |
| Niue (État insulaire indépendant en libre association)        | Nouvelle-Zélande | Hauts commissaires (successifs)                                       | Nigel Ewels (intérim)        | 30 juin 2020      |
| Niue (État insulaire indépendant en libre association)        | Nouvelle-Zélande | Hauts commissaires (successifs)                                       | Kirk Yates                   | Mai 2018          |
| Niue (État insulaire indépendant en libre association)        | Nouvelle-Zélande | Premiers ministres (successifs)                                       | Dalton Tagelagi              | 10 juin 2020      |
| Niue (État insulaire indépendant en libre association)        | Nouvelle-Zélande | Premiers ministres (successifs)                                       | Toke Tufukia Talagi          | 19 juin 2008      |
| Ross (Dépendance de) (Dépendance)                             | Nouvelle-Zélande | Reine                                                                 | Élisabeth II                 | 6 février 1952    |
| Ross (Dépendance de) (Dépendance)                             | Nouvelle-Zélande | Gouverneure générale de Nouvelle-Zélande                              | Patsy Reddy                  | 28 septembre 2016 |
| Ross (Dépendance de) (Dépendance)                             | Nouvelle-Zélande | Chef de la direction de l'Antarctique de la Nouvelle-Zélande          | Sarah Williamson             | Juin 2019         |
| Tokelau (État insulaire autonome)                             | Nouvelle-Zélande | Reine                                                                 | Élisabeth II                 | 6 février 1952    |
| Tokelau (État insulaire autonome)                             | Nouvelle-Zélande | Administrateur                                                        | Ross Ardern                  | Mai 2018          |
| Tokelau (État insulaire autonome)                             | Nouvelle-Zélande | Chef du gouvernement (successifs)                                     | Fofo Tuisano                 | 9 mars 2020       |
| Tokelau (État insulaire autonome)                             | Nouvelle-Zélande | Chef du gouvernement (successifs)                                     | Kerisiano Kalolo             | 12 mars 2019      |

## Autres territoires autonomes
| Territoires et statut                                                              | Partie de                                    | Fonction                                                               | Nom                                         | Depuis le             |
| ---------------------------------------------------------------------------------- | -------------------------------------------- | ---------------------------------------------------------------------- | ------------------------------------------- | --------------------- |
| Açores (Région autonome portugaise)                                                | Portugal                                     | Représentant de la République                                          | Pedro Manuel dos Reis Alves Catarino        | 11 avril 2011         |
| Açores (Région autonome portugaise)                                                | Portugal                                     | Présidents du Gouvernement (successifs)                                | José Manuel Bolieiro                        | 24 novembre 2020      |
| Açores (Région autonome portugaise)                                                | Portugal                                     | Présidents du Gouvernement (successifs)                                | Vasco Cordeiro                              | 6 novembre 2012       |
| Açores (Région autonome portugaise)                                                | Vice-présidents du Gouvernement (successifs) | Artur Manuel Leal de Lima                                              | 24 novembre 2020                            |                       |
| Açores (Région autonome portugaise)                                                | Vice-présidents du Gouvernement (successifs) | Sérgio Humberto Rocha de Ávila                                         | 9 novembre 1996                             |                       |
| Adjarie (République autonome)                                                      | Géorgie                                      | Président du Conseil suprême                                           | Davit Gabaidze                              | 28 octobre 2016       |
| Adjarie (République autonome)                                                      | Géorgie                                      | Chef du gouvernement                                                   | Tornike Rizhvadze                           | 21 juillet 2018       |
| Athos (République monastique autonome)                                             | Grèce                                        | Chefs de l'État                                                        | Nikos Dendias                               | 9 juillet 2019        |
| Athos (République monastique autonome)                                             | Grèce                                        | Gouverneur civils                                                      | Athanásios Martínos                         | 8 octobre 2019        |
| Athos (République monastique autonome)                                             | Grèce                                        | Leader spirituel                                                       | Bartholomée Ier                             | 22 octobre 1991       |
| Athos (République monastique autonome)                                             | Grèce                                        | Protos (successifs)                                                    | géron Pávlos (Monastère de la Grande Laure) | 14 juin 2019          |
| Athos (République monastique autonome)                                             | Grèce                                        | Protos (successifs)                                                    | géron Symeón (Monastère de Dionysiou)       | 14 juin 2019          |
| Åland (État associé finlandais)                                                    | Finlande                                     | Gouverneur                                                             | Peter Lindbäck                              | 5 mars 1999           |
| Åland (État associé finlandais)                                                    | Finlande                                     | Premier ministre                                                       | Veronica Thörnroos                          | 10 décembre 2019      |
| Région autonome Bangsamoro en Mindanao musulmane (Région autonome des Philippines) | Philippines                                  | Gouverneur (Wali)                                                      | Khalifa Usman Nando                         | 30 mars 2019          |
| Région autonome Bangsamoro en Mindanao musulmane (Région autonome des Philippines) | Philippines                                  | Ministre chef                                                          | Murad Ebrahim                               | 23 février 2019       |
| Barbuda (Dépendance d'Antigua-et-Barbuda)                                          | Antigua-et-Barbuda                           | Gouverneur générale                                                    | Rodney Williams                             | 14 août 2014          |
| Barbuda (Dépendance d'Antigua-et-Barbuda)                                          | Antigua-et-Barbuda                           | Premier ministre                                                       | Gaston Browne                               | 13 juin 2014          |
| Barbuda (Dépendance d'Antigua-et-Barbuda)                                          | Antigua-et-Barbuda                           | Présidents du Conseil de Barbuda (successifs)                          | Calsey Beazer-Joseph                        | 7 janvier 2020        |
| Barbuda (Dépendance d'Antigua-et-Barbuda)                                          | Antigua-et-Barbuda                           | Présidents du Conseil de Barbuda (successifs)                          | Wayde Burton                                | 9 mai 2018            |
| Bougainville (îles de) (Région autonome)                                           | Papouasie-Nouvelle-Guinée                    | Reine de PNG                                                           | Élisabeth II                                | 16 septembre 1975     |
| Bougainville (îles de) (Région autonome)                                           | Papouasie-Nouvelle-Guinée                    | Gouverneur général                                                     | Bob Dadae                                   | 28 février 2017       |
| Bougainville (îles de) (Région autonome)                                           | Papouasie-Nouvelle-Guinée                    | Présidents (successifs)                                                | Ishmael Toroama                             | 25 septembre 2020     |
| Bougainville (îles de) (Région autonome)                                           | Papouasie-Nouvelle-Guinée                    | Présidents (successifs)                                                | Raymond Masono (par intérim)                | Juin 2019 - Août 2020 |
| Bougainville (îles de) (Région autonome)                                           | Papouasie-Nouvelle-Guinée                    | Présidents (successifs)                                                | John Momis                                  | 10 janvier 2010       |
| Bougainville (îles de) (Région autonome)                                           | Papouasie-Nouvelle-Guinée                    | Vice-présidents (successifs)                                           | Patrick Nisira                              | 25 septembre 2020     |
| Bougainville (îles de) (Région autonome)                                           | Papouasie-Nouvelle-Guinée                    | Vice-présidents (successifs)                                           | Raymond Masono                              | 27 février 2017       |
| Îles Canaries (Communauté autonome d'Espagne)                                      | Espagne                                      | Roi                                                                    | Felipe VI                                   | 19 juin 2014          |
| Îles Canaries (Communauté autonome d'Espagne)                                      | Espagne                                      | Délégués du gouvernement espagnol (successifs)                         | Anselmo Pestana Padrón                      | 20 février 2020       |
| Îles Canaries (Communauté autonome d'Espagne)                                      | Espagne                                      | Délégués du gouvernement espagnol (successifs)                         | Juan Salvador León Ojeda                    | 16 mars 2019          |
| Îles Canaries (Communauté autonome d'Espagne)                                      | Espagne                                      | Président du gouvernement                                              | Ángel Víctor Torres                         | 16 juillet 2019       |
| Carriacou et La Petite Martinique (Dépendance de Grenade)                          | Grenade                                      | Gouverneure générale                                                   | Cécile La Grenade                           | 7 avril 2013          |
| Carriacou et La Petite Martinique (Dépendance de Grenade)                          | Grenade                                      | Premier ministre                                                       | Keith Mitchell                              | 20 février 2013       |
| Carriacou et La Petite Martinique (Dépendance de Grenade)                          | Grenade                                      | Ministre des Affaires de Carriacou et de Petite Martinique             | Kindra Maturin-Stewart                      | 25 mars 2018          |
| Ceuta (Ville autonome espagnole)                                                   | Espagne                                      | Roi                                                                    | Felipe VI                                   | 19 juin 2014          |
| Ceuta (Ville autonome espagnole)                                                   | Espagne                                      | Déléguée du gouvernement                                               | Salvadora del Carmen Mateos Estudillo       | 19 juin 2018          |
| Ceuta (Ville autonome espagnole)                                                   | Espagne                                      | Maire-président                                                        | Juan Jesús Vivas Lara                       | 7 février 2001        |
| Féroé (îles) (Région autonome)                                                     | Royaume de Danemark                          | Reine                                                                  | Marguerite II de Danemark                   | 14 janvier 1972       |
| Féroé (îles) (Région autonome)                                                     | Royaume de Danemark                          | Haut commissaire                                                       | Lene Moyell Johansen                        | 15 mai 2017           |
| Féroé (îles) (Région autonome)                                                     | Royaume de Danemark                          | Løgmaður                                                               | Bárður á Steig Nielsen                      | 16 septembre 2019     |
| Gagaouzie (district autonome de Moldavie)                                          | Moldavie                                     | Gouverneure                                                            | Irina Vlah                                  | 15 avril 2015         |
| Galapagos (Province de l'Équateur)                                                 | Équateur                                     | Gouverneur et Président du Conseil de gouvernement avec régime spécial | Norman Wray                                 | 13 janvier 2019       |
| Gilgit-Baltistan (Territoire autonome non - intégré sous contrôle pakistanais)     | Pakistan                                     | Gouverneur                                                             | Raja Jalal Hussain Maqpoon                  | 30 septembre 2018     |
| Gilgit-Baltistan (Territoire autonome non - intégré sous contrôle pakistanais)     | Pakistan                                     | Ministres en Chef (successifs)                                         | Khalid Khurshid Khan                        | 1er décembre 2020     |
| Gilgit-Baltistan (Territoire autonome non - intégré sous contrôle pakistanais)     | Pakistan                                     | Ministres en Chef (successifs)                                         | Mir Afzal Khan (intérim)                    | 24 juin 2020          |
| Gilgit-Baltistan (Territoire autonome non - intégré sous contrôle pakistanais)     | Pakistan                                     | Ministres en Chef (successifs)                                         | Hafiz Hafeezur Rehman                       | 29 juin 2015          |
| Groenland (Région autonome)                                                        | Royaume de Danemark                          | Reine                                                                  | Marguerite II de Danemark                   | 14 janvier 1972       |
| Groenland (Région autonome)                                                        | Royaume de Danemark                          | Haut commissaire                                                       | Mikaela Engell                              | 1er avril 2011        |
| Groenland (Région autonome)                                                        | Royaume de Danemark                          | Premier ministre                                                       | Kim Kielsen                                 | 30 septembre 2014     |
| Haut-Badakhchan (province autonome)                                                | Tadjikistan                                  | Président du Comité exécutif                                           | Yodgor Fayzov (intérim)                     | 1er octobre 2018      |
| Hong Kong (Région administrative spéciale)                                         | Chine                                        | Chef de l'exécutif                                                     | Carrie Lam                                  | 1er juillet 2017      |
| Karakalpakstan (province autonome)                                                 | Ouzbékistan                                  | Présidents du Parlement (successifs)                                   | Murad Kamalov                               | 2 octobre 2020        |
| Karakalpakstan (province autonome)                                                 | Ouzbékistan                                  | Présidents du Parlement (successifs)                                   | Atabek Davletov (intérim)                   | 31 juillet 2020       |
| Karakalpakstan (province autonome)                                                 | Ouzbékistan                                  | Présidents du Parlement (successifs)                                   | Musa Yerniyazov                             | 2 mai 2002            |
| Karakalpakstan (province autonome)                                                 | Ouzbékistan                                  | Premier ministre                                                       | Kakhraman Sariyev                           | 14 octobre 2016       |
| Kurdistan (Région autonome)                                                        | Irak                                         | Président du gouvernement autonome                                     | Netchirvan Barzani                          | 10 juin 2019          |
| Kurdistan (Région autonome)                                                        | Irak                                         | Premier ministre                                                       | Masrour Barzani                             | 11 juin 2019          |
| Macao (Région administrative spéciale)                                             | Chine                                        | Chef de l'exécutif                                                     | Ho Iat Seng                                 | 20 décembre 2019      |
| Madère (Région autonome portugaise)                                                | Portugal                                     | Représentant de la République                                          | Irineu Cabral Barreto                       | 11 avril 2011         |
| Madère (Région autonome portugaise)                                                | Portugal                                     | Président du Gouvernement                                              | Miguel Albuquerque                          | 20 avril 2015         |
| Madère (Région autonome portugaise)                                                | Portugal                                     | Vice-président du Gouvernement                                         | João Cunha e Silva                          | novembre 2000         |
| Melilla (Ville autonome espagnole)                                                 | Espagne                                      | Roi                                                                    | Felipe VI                                   | 19 juin 2014          |
| Melilla (Ville autonome espagnole)                                                 | Espagne                                      | Déléguée du gouvernement                                               | Sabrina Moh Abdelkader                      | 19 juin 2018          |
| Melilla (Ville autonome espagnole)                                                 | Espagne                                      | Maire-président                                                        | Eduardo de Castro González                  | 16 juin 2019          |
| Nakhitchevan (Région autonome)                                                     | Azerbaïdjan                                  | Président du Conseil suprême                                           | Vasif Talıbov                               | 16 décembre 1995      |
| Nakhitchevan (Région autonome)                                                     | Azerbaïdjan                                  | Premier ministre                                                       | Alovsat Bakhshiyev                          | 2000                  |
| Niévès (Île autonome)                                                              | Saint-Christophe-et-Niévès                   | Reine                                                                  | Élisabeth II                                | 6 février 1952        |
| Niévès (Île autonome)                                                              | Saint-Christophe-et-Niévès                   | Vice-gouverneure générale                                              | Hyleta Liburd                               | 31 août 2018          |
| Niévès (Île autonome)                                                              | Saint-Christophe-et-Niévès                   | Premier ministre                                                       | Mark Brantley                               | 19 décembre 2017      |
| Îles du Prince-Édouard (Archipel inhabité et isolé rattaché à la ville du Cap)     | Afrique du Sud                               | Président de la République                                             | Cyril Ramaphosa                             | 14 février 2018       |
| Îles du Prince-Édouard (Archipel inhabité et isolé rattaché à la ville du Cap)     | Afrique du Sud                               | Maire du Cap                                                           | Dan Plato                                   | 6 novembre 2018       |
| Îles du Prince-Édouard (Archipel inhabité et isolé rattaché à la ville du Cap)     | Afrique du Sud                               | Directeur du soutien de l'océan Austral et de l'Antarctique            | Nishendra "Nish" Devanunthan                | 1er juillet 2013      |
| Principe (Région auto-gouvernée)                                                   | Sao Tomé-et-Principe                         | Président de la République                                             | Evaristo Carvalho                           | 3 septembre 2016      |
| Principe (Région auto-gouvernée)                                                   | Sao Tomé-et-Principe                         | Premier ministre                                                       | Jorge Bom Jesus                             | 3 décembre 2018       |
| Principe (Région auto-gouvernée)                                                   | Sao Tomé-et-Principe                         | Présidents du gouvernement régional de Principe (successifs)           | Filipe Nascimento                           | 18 août 2020          |
| Principe (Région auto-gouvernée)                                                   | Sao Tomé-et-Principe                         | Présidents du gouvernement régional de Principe (successifs)           | José Cardoso Cassandra                      | 5 octobre 2006        |
| Rodrigues (île autonome)                                                           | Maurice                                      | Président de la République                                             | Prithvirajsing Roopun                       | 2 décembre 2019       |
| Rodrigues (île autonome)                                                           | Maurice                                      | Chef Commissaire                                                       | Louis Serge Clair                           | 11 février 2012       |
| Rodrigues (île autonome)                                                           | Maurice                                      | Directeur Général                                                      | Jacques Davis Hee Hong Wye                  | 13 février 2012       |
| Tobago (Région autonome)                                                           | Trinité-et-Tobago                            | Président de Trinité-et-Tobago                                         | Paula-Mae Weekes                            | 19 mars 2018          |
| Tobago (Région autonome)                                                           | Trinité-et-Tobago                            | Secrétaires en chef (successifs)                                       | Ancil Dennis                                | 6 mai 2020            |
| Tobago (Région autonome)                                                           | Trinité-et-Tobago                            | Secrétaires en chef (successifs)                                       | Joel Jack (intérim)                         | 30 avril 2020         |
| Tobago (Région autonome)                                                           | Trinité-et-Tobago                            | Secrétaires en chef (successifs)                                       | Kelvin Charles                              | 26 janvier 2017       |
| Zanzibar                                                                           | Tanzanie                                     | Présidents (successifs)                                                | Hussein Mwinyi                              | 3 novembre 2020       |
| Zanzibar                                                                           | Tanzanie                                     | Présidents (successifs)                                                | Ali Mohamed Shein                           | 3 novembre 2010       |
| Zanzibar                                                                           | Tanzanie                                     | Premier Vice-président                                                 | Seif Sharif Hamad                           | 8 décembre 2020       |
| Zanzibar                                                                           | Tanzanie                                     | Premier Vice-président                                                 | vacant                                      | 18 mars 2019          |
| Zanzibar                                                                           | Tanzanie                                     | Seconds Vice-présidents (successifs)                                   | SHemed Suleiman Abdalla                     | 8 novembre 2020       |
| Zanzibar                                                                           | Tanzanie                                     | Seconds Vice-présidents (successifs)                                   | Seif Ali Iddi                               | Novembre 2010         |

## Autres territoires indépendants de facto
| Territoires et statut                              | Partie de                  | Fonction                              | Nom                        | Depuis le                       |
| -------------------------------------------------- | -------------------------- | ------------------------------------- | -------------------------- | ------------------------------- |
| Azad Cachemire (gouvernement pro-pakistanais)      | Inde Jammu-et-Cachemire    | Président                             | Muhammad Masood Khan       | 25 août 2016                    |
| Azad Cachemire (gouvernement pro-pakistanais)      | Inde Jammu-et-Cachemire    | Premier ministre                      | Raja Farooq Haider Khan    | 31 juillet 2016                 |
| Donetsk (République populaire)                     | Ukraine Oblast de Donetsk  | Chef d'État                           | Denis Pouchiline           | 7 septembre 2018                |
| Donetsk (République populaire)                     | Ukraine Oblast de Donetsk  | Présidents du Conseil des ministres   | Vladimir Pashkov (intérim) | 5 février 2020 - ? février 2020 |
| Donetsk (République populaire)                     | Ukraine Oblast de Donetsk  | Présidents du Conseil des ministres   | Alexandre Anantchenko      | 18 octobre 2018                 |
| Haut-Karabagh (Artsakh) (gouvernement pro-arménie. | Azerbaïdjan                | Présidents (successifs)               | Arayik Haroutiounian       | 21 mai 2020                     |
| Haut-Karabagh (Artsakh) (gouvernement pro-arménie. | Azerbaïdjan                | Présidents (successifs)               | Bako Sahakian              | 7 septembre 2007                |
| Louhansk (République populaire)                    | Ukraine Oblast de Louhansk | Chef d'État                           | Leonid Passetchnik         | 24 novembre 2017                |
| Louhansk (République populaire)                    | Ukraine Oblast de Louhansk | Président du Conseil des (successifs) | Sergueï Kozlov             | 28 décembre 2015                |
| Pount (Région autonome)                            | Somalie                    | Président                             | Said Abdullahi Deni        | 8 janvier 2019                  |
| Pount (Région autonome)                            | Somalie                    | Vice-président                        | Ahmed Elmi Karash          | 8 janvier 2019                  |
| Somaliland (indépendance auto-proclamée)           | Somalie                    | Président                             | Ahmed Mohamed Silanyo      | 13 décembre 2017                |
| Somaliland (indépendance auto-proclamée)           | Somalie                    | Vice-président                        | Abdirahman Saylici         | juillet 2010                    |
| Transnistrie (République autonome)                 | Moldavie                   | Président                             | Vadim Krasnoselsky         | 16 décembre 2016                |
| Transnistrie (République autonome)                 | Moldavie                   | Premier ministre                      | Aleksandr Martynov         | 17 décembre 2016                |
| Waziristan (Zones tribales, de non-droit)          | Pakistan                   | Émir                                  | Noor Wali Mehsud           | Juin 2018                       |

## Gouvernements en exil et/ou alternatifs
| Pays ou territoire | Partie de   | Fonction                                                                                       | Nom                                  | Depuis (le)       |
| --- | ----------- | ---------------------------------------------------------------------------------------------- | ------------------------------------ | ----------------- |
| Abkhazie (Gouvernement pro-géorgien) | Géorgie     | Président du Conseil suprême                                                                   | RJemal Gamakharia                    | 8 avril 2019      |
| Abkhazie (Gouvernement pro-géorgien) | Géorgie     | Premier ministre                                                                               | Ruslan Abashidze (par intérim)       | 1er mai 2019      |
| République populaire biélorusse (gouvernement en exil à Toronto)                                                                                       | Biélorussie | Présidente de la Rada                                                                          | Ivonka Survilla                      | 1997              |
| Conseil de coordination (structure gouvernementale alternative, dans l'opposition)                                                                     | Biélorussie | Dirigeante                                                                                     | Svetlana Tikhanovskaïa               | 14 août 2020      |
| Conseil de coordination (structure gouvernementale alternative, dans l'opposition)                                                                     | Biélorussie | Chef de la Gestion nationale anti-crise                                                        | Pavel Latouchka                      | 28 octobre 2020   |
| République autonome de Crimée (l'administration en exil de la République autonome à Kharkiv}                                                           | Ukraine     | Président de l'Ukraine                                                                         | Volodymyr Zelensky                   | 20 mai 2019       |
| République autonome de Crimée (l'administration en exil de la République autonome à Kharkiv}                                                           | Ukraine     | Représentant permanent du président d'Ukraine dans la république autonome de Crimée            | Anton Koryvich                       | 25 juin 2019      |
| Fezzan (région autonome auto-proclamée, non reconnue par le gouvernement central libyen)                                                               | Libye       | Président de la province                                                                       | Nuri Muhammad al-Qouizi              | 26 septembre 2013 |
| Kosovo (Administration serbe) | -           | Directeur du Bureau pour Kosovo et Metohija                                                    | Marko Đurić                          | 2 septembre 2013  |
| Kosovo (Assemblée de Kosovo-et-Métochie) | -           | Président du Conseil                                                                           | Dragan Velic                         | 3 septembre 2006  |
| Kosovo (Assemblée de Kosovo-et-Métochie) | -           | Présidente du bureau exécutif du Conseil                                                       | Rada Trajkovic                       | 3 septembre 2006  |
| Moluques du Sud | Indonésie   | Président                                                                                      | John Wattilete                       | 17 avril 2010     |
| Ossétie du Sud (Entité provisoire d'Ossétie du Sud) | Géorgie     | Chef de l’administration provisoire                                                            | Dmitri Sanakoïev                     | 10 mai 2007       |
| Rojava (Région autonome auto-proclamée) | Syrie       | Co-Présidents du Conseil Exécutif de l'Administration autonome de la Syrie du Nord et de l'Est | Berivan Xalid et Abdul Hamid Mahbash | 8 septembre 2016  |
| Coalition nationale des forces de l'opposition et de la révolution (Autorité politique de transition en opposition)                                    | Syrie       | Présidents (successifs)                                                                        | Nasr al-Hariri                       | juillet 2020      |
| Coalition nationale des forces de l'opposition et de la révolution (Autorité politique de transition en opposition)                                    | Syrie       | Présidents (successifs)                                                                        | Anas al-Abdah                        | 30 juin 2019      |
| Coalition nationale des forces de l'opposition et de la révolution (Autorité politique de transition en opposition)                                    | Syrie       | Premier vice-président                                                                         | Okab Yahya                           | 30 juin 2019      |
| Coalition nationale des forces de l'opposition et de la révolution (Autorité politique de transition en opposition)                                    | Syrie       | Second vice-président                                                                          | Abdel Hakim Bashar                   | 30 juin 2019      |
| Coalition nationale des forces de l'opposition et de la révolution (Autorité politique de transition en opposition)                                    | Syrie       | Troisième vice-présidente (successifs)                                                         | Ruba Habboush                        | 12 juillet 2020   |
| Coalition nationale des forces de l'opposition et de la révolution (Autorité politique de transition en opposition)                                    | Syrie       | Troisième vice-présidente (successifs)                                                         | Dima Moussa                          | 6 mai 2018        |
| Coalition nationale des forces de l'opposition et de la révolution (Autorité politique de transition en opposition)                                    | Syrie       | Premier minister                                                                               | Abdurrahman Mustafa                  | 30 juin 2019      |
| Tchétchénie (Itchkérie) | Russie      | Président                                                                                      | Akhmed Zakaïev                       | 23 novembre 2007  |
| Tibet | Chine       | Dalaï Lama                                                                                     | Tenzin Gyatso                        | 25 août 1939      |
| Tibet | Chine       | Président du Cabinet                                                                           | Lobsang Sangay                       | 8 août 2011       |
| Venezuela (Gouvernement mis en place par l’ Assemblée nationale, le parlement de Venezuela, en opposition au gouvernement du président Nicolás Maduro) | Venezuela   | Président intérimaire de la République                                                         | Juan Guaidó                          | 11 janvier 2019   |

#### Listes chronologiques de chefs d'État et dirigeants nationaux
- Liste des chefs de l'exécutif par État en 2019
- Liste des chefs de l'exécutif par État en 2021
- Liste des dirigeants actuels des États

#### Listes thématiques de ministres
- Liste des ministres des Affaires étrangères
- Liste des ministres de la Défense
- Liste des ministres des Finances
- Liste des ministres de l'Intérieur
- Liste des ministres de la Justice

#### Autres listes de personnalités
- Liste des présidents d'assemblée parlementaire
- Liste des dirigeants des États et communautés traditionnels
- Liste des principaux dirigeants locaux

#### Listes de territoires
- Listes thématiques de pays
- Liste des dépendances et territoires à souveraineté spéciale

#### Divers
- Mode de désignation du chef d'État et du Parlement par pays